# L-Funktion

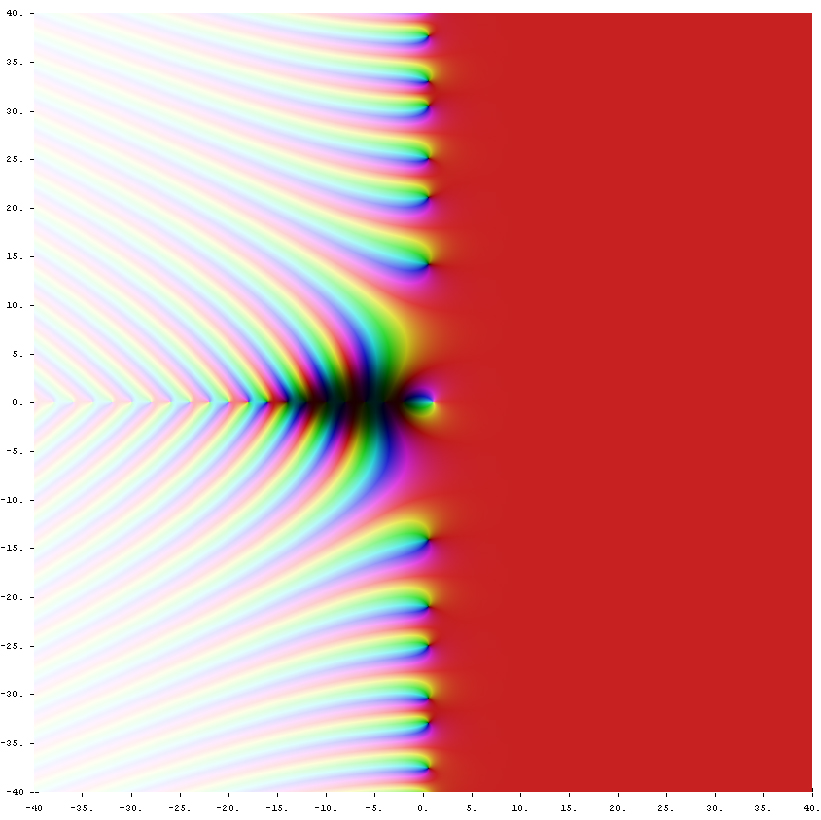
Der Prototyp aller L-Funktionen: die Riemannsche Zeta-Funktion in der komplexen Ebene. Die Null, also der Ursprung der komplexen Ebene, befindet sich genau in der Mitte des Schaubildes. Verschiedene Farben kodieren verschiedene Argumente der komplexen Funktionswerte. Helle Farbtöne zeigen Funktionswerte mit großem Absolutbetrag an, dunkle einen niedrigen nahe Null.

L-Funktionen werden in der analytischen Zahlentheorie und darauf aufbauenden mathematischen Gebieten untersucht. Das prototypische Beispiel einer L-Funktion ist die Riemannsche Zeta-Funktion. L-Funktionen haben fundamentale Eigenschaften mit der Riemannschen Zeta-Funktion gemeinsam. Sie sind also Verallgemeinerungen der Riemannschen Zeta-Funktion. Zu den fundamentalen Eigenschaften der Riemannschen Zeta-Funktion zählen:
- die Riemannsche Zeta-Funktion stimmt in einem Teilbereich der komplexen Zahlenebene mit einer Dirichlet-Reihe und einem Euler-Produkt überein, die beide absolut konvergieren;
- die zunächst nur in jenem Teilbereich definierte Riemannsche Zeta-Funktion lässt sich analytisch fortsetzen zu einer auf der komplexen Zahlenebene meromorphen Funktion;
- die fortgesetzte Riemannsche Zeta-Funktion genügt einer Funktionalgleichung eines bestimmten Typs.

Basierend auf den grundlegenden Arbeiten von Leonhard Euler (1707–1783) zur heute so bezeichneten Riemannschen Zeta-Funktion, untersuchten die Mathematiker Bernhard Riemann (1826–1866), Peter Gustav Dirichlet (1805–1859), Richard Dedekind (1831–1916), Erich Hecke (1887–1947) und Emil Artin (1898–1962) grundlegende Unterklassen von L-Funktionen, die heute deren jeweiligen Namen tragen.
Die forschende Suche nach einer allgemeinen und eindeutigen Definition des Begriffs „L-Funktion“, welche die gewünschten und zum Teil noch unbewiesenen Eigenschaften von L-Funktionen beweisbar macht, ist noch nicht abgeschlossen. Vielmehr handelt es sich um ein wichtiges Ziel der analytischen Zahlentheorie, Klarheit über die sinnvollste Definition des Begriffs „L-Funktion“ zu gewinnen. In dieser Richtung hat Atle Selberg (1917–2007) im Jahr 1989 eine axiomatische Definition der Klasse aller L-Funktionen vorgeschlagen, die heute den Namen „Selberg-Klasse“ trägt. Ob diese oder andere Definitionsvorschläge schon alle wünschenswerten Eigenschaften von L-Funktionen umfassen und unerwünschte ausschließen, ist noch nicht abschließend geklärt. Nach wie vor prägen mathematische Vermutungen (d. h. unbewiesene, aber für plausibel oder zumindest wünschenswert gehaltene Aussagen über Eigenschaften von L-Funktionen) die Theorie der L-Funktionen. Diese zählt somit weiterhin zu den Gebieten intensiver mathematischer Forschung.
Die beiden Begriffe „L-Funktion“ und „Zeta-Funktion“ werden häufig synonym verwendet. Trotzdem zählen nicht alle mathematischen Funktionen, deren Namen den Begriff „Zeta-Funktion“ enthalten, zu den L-Funktionen. Beispielsweise gehört die Primzetafunktion nicht zu den L-Funktionen, da sie analytisch nicht auf die ganze komplexe Ebene fortgesetzt werden kann.
Ein erstes Verständnis des Themenbereichs der L-Funktionen erfordert mathematische Kenntnisse im Bereich der komplexen Zahlen, der Funktionentheorie, der analytischen und algebraischen Zahlentheorie sowie der Darstellungstheorie von Gruppen. Solche Vorkenntnisse können in diesem Artikel zwar teilweise erläutert, aber nicht umfassend dargestellt werden.

## Definition
Wie in der Einleitung erwähnt, gibt es noch keine allgemeine, eindeutige und weithin anerkannte Definition des Begriffs „L-Funktion“. Der nachfolgende Definitionsansatz folgt dem Ansatz, den die beiden Mathematiker Henryk Iwaniec und Emmanuel Kowalski in ihrem Lehrbuch zur analytischen Zahlentheorie angegeben haben.
Dieser Definitionsansatz ist zwar stellenweise abstrakt und unvollständig in dem Sinne, dass er die „arithmetischen Objekte“, denen er eine „L-Funktion“ zuordnet, sowie den genauen Mechanismus dieser Zuordnung nicht näher spezifiziert. Er umfasst aber die Eigenschaften, die von L-Funktionen im Allgemeinen erwartet werden, und ermöglicht es somit, die entscheidenden Merkmale dieser Funktionen zu erläutern. Nebenbei werden auch noch weitere Grundbegriffe der Theorie der L-Funktionen eingeführt:
Es sei {\displaystyle \textstyle f} ein – im Rahmen dieser abstrakten Definition nicht näher spezifiziertes – arithmetisches Objekt, z. B. ein Dirichlet-Charakter oder ein algebraischer Zahlkörper. Diesem arithmetischen Objekt {\displaystyle \textstyle f} zugeordnet ist eine Funktion {\displaystyle \textstyle L(f,s)}, die komplexe Argumente {\displaystyle \textstyle s\in \mathbb {C} } auf komplexe Funktionswerte abbildet. Iwaniec und Kowalski nennen eine solche Funktion {\displaystyle \textstyle L(f,s)} eine L-Funktion, wenn {\displaystyle \textstyle f} die nachfolgenden, mathematischen Objekte zugeordnet sind (siehe D-1 bis D-6), die die anschließend genannten Bedingungen erfüllen (siehe B-1 bis B-9):
D-1: Dirichlet-Reihe und Euler-Produkt
Dem arithmetischen Objekt {\displaystyle \textstyle f} zugeordnet sind eine Dirichlet-Reihe
{\displaystyle \sum _{n\in \mathbb {N} }\lambda (f,n)n^{-s}},
welche man auch eine L-Reihe nennt, und ein Euler-Produkt
{\displaystyle \prod _{p\in \mathbb {P} }(1-\alpha _{1}(f,p)p^{-s})^{-1}\cdot \ldots \cdot (1-\alpha _{d}(f,p)p^{-s})^{-1}}.
Dabei ist {\displaystyle \textstyle \lambda (f,n)\in \mathbb {C} } für alle natürlichen Zahlen {\displaystyle \textstyle n\in \mathbb {N} } und {\displaystyle \textstyle \lambda (f,1)=1}. {\displaystyle \textstyle \mathbb {P} } symbolisiert die Menge aller Primzahlen. Die natürliche Zahl {\displaystyle \textstyle d\in \mathbb {N} } heißt der Grad des Euler-Produkts oder auch der Grad der L-Funktion {\displaystyle \textstyle L(f,s)}. Für jede Primzahl {\displaystyle \textstyle p} und jedes {\displaystyle \textstyle i\in \{1,\ldots ,d\}} ist {\displaystyle \textstyle \alpha _{i}(f,p)\in \mathbb {C} }. Die komplexen Zahlen {\displaystyle \textstyle \alpha _{i}(f,p)} werden Lokale Wurzeln oder auch Lokale Parameter von {\displaystyle \textstyle L(f,s)} bei {\displaystyle \textstyle p} genannt. Für ein gegebenes {\displaystyle p\in \mathbb {P} } heißt der Ausdruck
{\displaystyle (1-\alpha _{1}(f,p)p^{-s})^{-1}\cdot \ldots \cdot (1-\alpha _{d}(f,p)p^{-s})^{-1}},
also der {\displaystyle p}-te Faktor im Euler-Produkt, der Euler-Faktor von {\displaystyle L(f,s)} bei {\displaystyle p}.
D-2: Gamma-Faktor
Daneben ist dem Objekt {\displaystyle \textstyle f} ein so genannter Gamma-Faktor
{\displaystyle \gamma (f,s)=\pi ^{-ds/2}\prod _{j=1}^{d}\Gamma \left({\frac {s+\kappa _{j}}{2}}\right)}
zugeordnet, wobei {\displaystyle \textstyle \Gamma } die Gamma-Funktion, {\displaystyle \textstyle \pi } die Kreiszahl und {\displaystyle \textstyle d} den oben genannten Grad der L-Funktion bezeichnen. Die Parameter {\displaystyle \textstyle \kappa _{j}} sind komplexe Zahlen. Sie heißen die Lokalen Parameter von {\displaystyle \textstyle L(f,s)} im Unendlichen oder an der unendlichen Primstelle.
D-3: Führer (Konduktor)
Ebenfalls zugeordnet ist dem Objekt {\displaystyle \textstyle f} eine natürliche Zahl
{\displaystyle q(f)\in \mathbb {N} },
der so genannte Führer oder Konduktor von {\displaystyle \textstyle L(f,s)}. Primzahlen {\displaystyle p\in \mathbb {P} }, die {\displaystyle \textstyle q(f)} nicht teilen, heißen unverzweigt bzgl. {\displaystyle \textstyle L(f,s)}.
D-4: Vollständige L-Funktion
Mit Hilfe der Dirichlet-Reihe, des Gamma-Faktors und des Führers, die {\displaystyle \textstyle f} zugeordnet sind, definiert man jetzt die so genannte vollständige L-Funktion von {\displaystyle \textstyle f}:
{\displaystyle \Lambda (f,s)=q(f)^{s/2}\gamma (f,s)L(f,s).}
D-5: Wurzelzahl
Des Weiteren ist dem Objekt {\displaystyle \textstyle f} eine komplexe Zahl
{\displaystyle \epsilon (f)\in \mathbb {C} }
zugeordnet. Diese komplexe Zahl heißt die Wurzelzahl von {\displaystyle \textstyle L(f,s)}.
D-6: Duales, arithmetisches Objekt
Schließlich ist {\displaystyle \textstyle f} noch ein weiteres, arithmetisches Objekt zugeordnet, das im Rahmen dieser abstrakten Definition nicht näher spezifiziert wird. Es wird das Dual von {\displaystyle \textstyle f} genannt und mit {\displaystyle \textstyle {\bar {f}}} bezeichnet. Wie im Fall von {\displaystyle \textstyle f} sind auch {\displaystyle \textstyle {\bar {f}}} eine Dirichlet-Reihe
{\displaystyle \sum _{n\in \mathbb {N} }\lambda ({\bar {f}},n)n^{-s}},
ein Euler-Produkt
{\displaystyle \prod _{p\in \mathbb {P} }(1-\alpha _{1}({\bar {f}},p)p^{-s})^{-1}\cdot \ldots \cdot (1-\alpha _{\bar {d}}({\bar {f}},p)p^{-s})^{-1}}
mit {\displaystyle \textstyle {\bar {d}}\in \mathbb {N} }, ein Gamma-Faktor {\displaystyle \textstyle \gamma ({\bar {f}},s)} und ein Führer {\displaystyle \textstyle q({\bar {f}})} sowie eine vollständige L-Funktion {\displaystyle \textstyle \Lambda ({\bar {f}},s)} zugeordnet. Ist {\displaystyle \textstyle f={\bar {f}}}, so nennt man {\displaystyle \textstyle L(f,s)} selbstdual, was nichts anderes bedeutet als {\displaystyle \textstyle \lambda (f,n)\in \mathbb {R} } für alle {\displaystyle \textstyle n\in \mathbb {N} }.
Die oben genannten, dem arithmetischen Objekt {\displaystyle \textstyle f} zugeordneten Objekte müssen nun die folgenden Bedingungen erfüllen, damit {\displaystyle \textstyle L(f,s)} die Definition einer L-Funktion nach Iwaniec und Kowalski erfüllt:
B-1: Absolutbetrag von lokalen Parametern bei {\displaystyle \textstyle p}
Für jede Primzahl {\displaystyle \textstyle p} und jedes {\displaystyle \textstyle i\in \{1,\ldots ,d\}} ist {\displaystyle \textstyle |\alpha _{i}(f,p)|<p}.
B-2: Werte von lokalen Parametern bei unverzweigtem {\displaystyle \textstyle p}
Für alle Primzahlen {\displaystyle \textstyle p}, die bzgl. {\displaystyle \textstyle L(f,s)} unverzweigt sind, und alle {\displaystyle \textstyle i\in \{1,\ldots ,d\}} ist {\displaystyle \textstyle \alpha _{i}(f,p)\neq 0}.
B-3: Anforderungen an die lokalen Parameter im Unendlichen
Die Parameter {\displaystyle \textstyle \kappa _{j}} sind entweder reell oder kommen in Form komplex konjugierter Paare im Gamma-Faktor {\displaystyle \textstyle \gamma (f,s)} vor. Außerdem ist {\displaystyle \textstyle \Re (\kappa _{j})>-1} für jedes {\displaystyle \textstyle j\in \{1,\ldots ,d\}}. Diese letzte Bedingungen sorgt dafür, dass {\displaystyle \textstyle \gamma (f,s)} keine Nullstellen in {\displaystyle \textstyle \mathbb {C} } und keine Polstellen mit {\displaystyle \textstyle \Re (s)\geq 1} besitzt. {\displaystyle \textstyle \Re } bezeichnet den Realteil einer komplexen Zahl.
B-4: Absolute Konvergenz der Dirichlet-Reihe und des Euler-Produkts
Sowohl die Dirichlet-Reihe als auch das Euler-Produkt, die {\displaystyle \textstyle f} zugeordnet sind, konvergieren für {\displaystyle \textstyle \Re (s)>1} absolut.
B-5: Übereinstimmung von L-Funktion, Dirichlet-Reihe und Euler-Produkt in einer komplexen Halbebene
Die L-Funktion, die Dirichlet-Reihe und das Euler-Produkt, die {\displaystyle \textstyle f} zugeordnet sind, stimmen in der komplexen Halbebene {\displaystyle \textstyle \Re (s)>1} überein:
{\displaystyle L(f,s)=\sum _{n\in \mathbb {N} }\lambda (f,n)n^{-s}=\prod _{p\in \mathbb {P} }(1-\alpha _{1}(f,p)p^{-s})^{-1}\cdot \ldots \cdot (1-\alpha _{d}(f,p)p^{-s})^{-1}.}
B-6: Analytische Fortsetzbarkeit und Polstellen
Schon aus den Bedingungen, die die {\displaystyle \textstyle f} zugeordnete Dirichlet-Reihe erfüllen muss, folgt die Holomorphie der vollständigen L-Funktion {\displaystyle \textstyle \Lambda (f,s)} in der Halbebene {\displaystyle \textstyle \Re (s)>1}. Diese muss aber auch analytisch fortsetzbar sein zu einer meromorphen Funktion der Ordnung 1 auf ganz {\displaystyle \mathbb {C} }, welche Polstellen höchstens in {\displaystyle \textstyle s=0} und {\displaystyle \textstyle s=1} besitzt.
B-7: Absolutbetrag der Wurzelzahl
Die Wurzelzahl {\displaystyle \textstyle \epsilon (f)\in \mathbb {C} } besitzt den Absolutbetrag 1. Also: {\displaystyle \textstyle |\epsilon (f)|=1}.
B-8: Anforderungen an die Objekte, die dem Dual von {\displaystyle \textstyle f} zugeordnet sind
Was das Dual {\displaystyle \textstyle {\bar {f}}} von {\displaystyle \textstyle f} angeht, so muss gelten:
{\displaystyle \textstyle \lambda ({\bar {f}},n)={\bar {\lambda }}(f,n)} für alle {\displaystyle \textstyle n\in \mathbb {N} }, sowie
{\displaystyle \textstyle \gamma ({\bar {f}},s)=\gamma (f,s)} und {\displaystyle \textstyle q({\bar {f}})=q(f)}. Das bedeutet: In der Dirichlet-Reihe, die {\displaystyle \textstyle {\bar {f}}} zugeordnet ist, sind die {\displaystyle \textstyle \lambda }-Koeffizienten gerade die komplex konjugierten Zahlen der {\displaystyle \textstyle \lambda }-Koeffizienten in der Dirichlet-Reihe, die {\displaystyle \textstyle f} zugeordnet ist. Die Gamma-Faktoren und Führer, die {\displaystyle \textstyle f} bzw. {\displaystyle \textstyle {\bar {f}}} zugeordnet sind, stimmen überein.
B-9: Funktionalgleichung
Die beiden vollständigen L-Funktionen, die {\displaystyle \textstyle f} bzw. {\displaystyle \textstyle {\bar {f}}} zugeordnet sind, erfüllen die Funktionalgleichung
{\displaystyle \Lambda (f,s)=\epsilon (f)\Lambda ({\bar {f}},1-s)}
für alle {\displaystyle \textstyle s\in \mathbb {C} }.

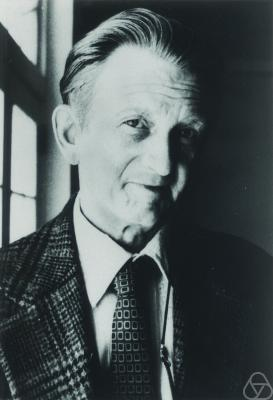
Atle Selberg (1917–2007)

Der Definitionsansatz von Iwaniec und Kowalski spiegelt die Tatsache wider, dass eine Funktion, die als L-Funktion angesehen wird, typischerweise als Zuordnung der L-Funktion zu einem mathematischen Objekt (z. B. Dirichlet-Charakter, algebraischer Zahlkörper) auftritt. Ihr Definitionsansatz ist abstrakt und unvollständig, da er die Frage offen lässt, was denn jene mathematischen Objekte genau sind und wie jene Zuordnung stattzufinden hat.
Ohne Bezug zu anderen, mathematischen Objekten kommt der Definitionsansatz des norwegisch-US-amerikanischen Mathematikers Atle Selberg von 1989 aus. In einer nicht-abstrakten, eindeutigen Definition spezifiziert er eine Teilmenge der Menge aller Dirichlet-Reihen, deren Elemente bestimmte Eigenschaften erfüllen müssen: absolute Konvergenz der Dirichlet-Reihe, analytische Fortsetzbarkeit, Funktionalgleichung, Ramanujan-Vermutung und Euler-Produkt. Diese Teilmenge wird heute als Selberg-Klasse bezeichnet.
Die alles überragende Hypothese und der motivierende Hintergrund für die Definition der Selberg-Klasse ist die so genannte Große Riemannsche Vermutung. Auf die Selberg-Klasse angewandt besagt diese Vermutung: keine Nullstelle einer analytischen Fortsetzung einer Dirichlet-Reihe in der Selberg-Klasse besitzt einen Realteil größer als 1/2. Diese Vermutung entspricht im Fall des (vermeintlich) einfachsten Elements der Selberg-Klasse (Riemannsche Dirichlet-Reihe samt ihrer analytischen Fortsetzung zur Riemannschen Zeta-Funktion) der Riemannschen Vermutung, welche bis heute weder bewiesen noch widerlegt ist. Die Große Riemannsche Vermutung konnte bislang für kein einziges Element der Selberg-Klasse bewiesen oder widerlegt werden.
Vor diesem Hintergrund sind auch die noch existierenden Unzulänglichkeiten bei der Definition des Begriffs „L-Funktion“ zu sehen: man möchte den Begriff „L-Funktion“ so definieren, dass L-Funktionen die Große Riemannsche Vermutung beweisbar erfüllen – andererseits konnte man bislang noch nicht einmal den einfachsten Fall (Riemannsche Vermutung für die Riemannsche Zeta-Funktion) beweisen, was ein Zeichen für mangelndes Verständnis der Riemannschen Zeta-Funktion sein könnte und damit eine eindeutige Definition des verallgemeinernden Begriffs der „L-Funktion“ erschwert.

## Beispiele von L-Funktionen
Dieser Abschnitt gibt einen Überblick über grundlegende Beispiele von L-Funktionen.

### Riemannsche Zeta-Funktion

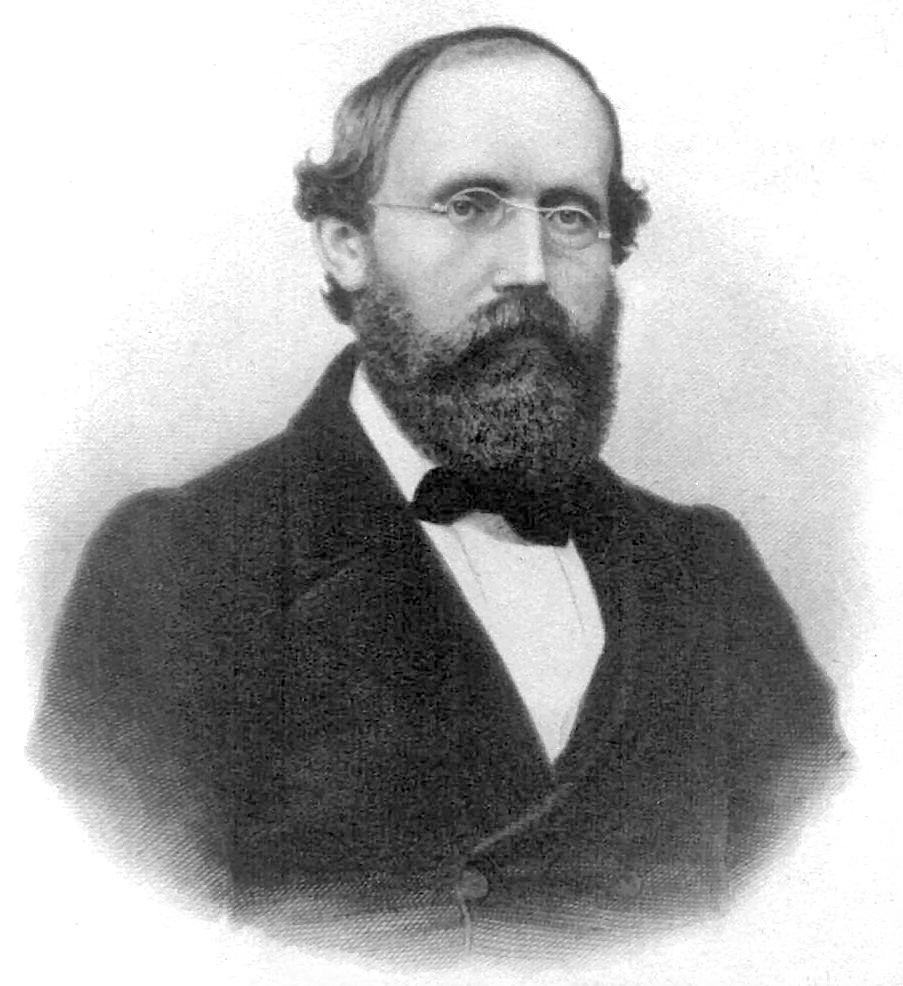
Bernhard Riemann (1826–1866)

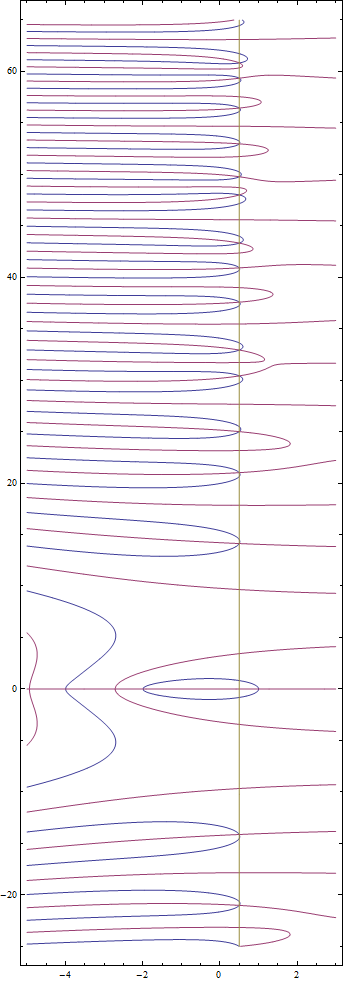
Riemannsche Zeta-Funktion : Konturlinien Realteil((s))=0, blau, und Imaginärteil((s))=0, fliederfarben, für −5<Re(s)<3 und −25<Im(s)<65, sowie die „kritische Gerade“ Re(s)=1/2, braun. Für Re(s)<1 sind die Schnittpunkte der blauen und fliederfarbenen Konturlinien Nullstellen der Riemannschen Zeta-Funktion.

Das einfachste Beispiel einer L-Funktion und gleichzeitig Ausgangspunkt für jede Definition des Begriffs „L-Funktion“ ist die Riemannsche Zeta-Funktion {\displaystyle \textstyle \zeta }.
Eines der möglichen „arithmetischen Objekte“ {\displaystyle \textstyle f} im Sinne des Definitionsansatzes von Iwaniec und Kowalski, welchem diese L-Funktion zugeordnet werden kann, ist der Körper {\displaystyle \textstyle \mathbb {Q} } der rationalen Zahlen. Ihre Dirichlet-Reihe
{\displaystyle \sum _{n\in \mathbb {N} }{\frac {1}{n^{s}}}\,,}
also
{\displaystyle \lambda (\mathbb {Q} ,n)=1}
für alle {\displaystyle \textstyle n\in \mathbb {N} }, konvergiert für {\displaystyle \textstyle \Re (s)>1} absolut. Zusammen mit ihrem ebenfalls absolut konvergenten Euler-Produkt gilt für {\displaystyle \textstyle \Re (s)>1}:
{\displaystyle \zeta (s)=L(\mathbb {Q} ,s)=\sum _{n\in \mathbb {N} }{\frac {1}{n^{s}}}=\prod _{p\in \mathbb {P} }(1-p^{-s})^{-1}.}
Da alle {\displaystyle \textstyle \lambda (\mathbb {Q} ,n)} reell sind, nämlich gleich 1, ist {\displaystyle \textstyle \zeta (s)} selbstdual. Das zu {\displaystyle \textstyle f=\mathbb {Q} } duale Objekt ist also ebenfalls {\displaystyle \textstyle \mathbb {Q} }, somit {\displaystyle \textstyle {\bar {f}}=\mathbb {Q} }.
Der Grad des Euler-Produktes der Riemannschen Zeta-Funktion ist
{\displaystyle d=1}.
Für ihre lokalen Parameter bei {\displaystyle \textstyle p} gilt:
{\displaystyle \alpha (\mathbb {Q} ,p)=1}
für alle {\displaystyle \textstyle p\in \mathbb {P} }.
Üblicherweise wird für die Riemannsche Zeta-Funktion der folgende Gamma-Faktor verwendet:
{\displaystyle \gamma (\mathbb {Q} ,s)=\pi ^{-{\frac {s}{2}}}\,\Gamma \left({\frac {s}{2}}\right).}
Der lokale Parameter {\displaystyle \textstyle \kappa } im Unendlichen ist dann also 0.
Der Führer von {\displaystyle \textstyle \zeta } ist
{\displaystyle \textstyle q(\mathbb {Q} )=1},
so dass die vollständige Riemannsche Zeta-Funktion die Gestalt
{\displaystyle \Lambda (\mathbb {Q} ,s):=\gamma (\mathbb {Q} ,s)L(\mathbb {Q} ,s)=\pi ^{-{\frac {s}{2}}}\,\Gamma \left({\frac {s}{2}}\right)\zeta (s)}
annimmt. Diese Definition ist nur für {\displaystyle \textstyle \Re (s)>1} gültig, da nur in dieser Halbebene die Riemannsche Zeta-Funktion über ihre Dirichlet-Reihe oder ihr Euler-Produkt definiert werden kann. Allerdings besitzt die vollständige Riemannsche Zeta-Funktion eine analytische Fortsetzung zu einer meromorphen Funktion auf der ganzen komplexen Zahlenebene. Diese Fortsetzung ist holomorph bis auf zwei einfache Polstellen in {\displaystyle \textstyle s=0} und {\displaystyle \textstyle s=1} mit den Residuen −1 bzw. 1.
Bezeichnet man auch die fortgesetzte, vollständige Riemannsche Zeta-Funktion mit {\displaystyle \textstyle \Lambda }, so erfüllt sie mit der Wurzelzahl
{\displaystyle \epsilon (\mathbb {Q} )=1}
die Funktionalgleichung
{\displaystyle \Lambda (\mathbb {Q} ,s)=\Lambda (\mathbb {Q} ,1-s).}
Damit besitzt auch die zunächst nur für {\displaystyle \textstyle \Re (s)>1} durch ihre Dirichlet-Reihe oder Euler-Produkt definierte Riemannsche Zeta-Funktion eine analytische Fortsetzung zu einer meromorphen Funktion auf {\displaystyle \mathbb {C} }, welche einzig in {\displaystyle \textstyle s=1} nicht definiert ist, da sie dort über eine einfache Polstelle mit Residuum 1 verfügt. Behält man die Bezeichnung {\displaystyle \textstyle \zeta } auch für die fortgesetzte Riemannsche Zeta-Funktion bei, so erfüllt sie die Funktionalgleichung
{\displaystyle \pi ^{-{\frac {s}{2}}}\,\Gamma \left({\frac {s}{2}}\right)\zeta (s)=\pi ^{-{\frac {1-s}{2}}}\,\Gamma \left({\frac {1-s}{2}}\right)\zeta (1-s).}
Die (analytisch fortgesetzte) Riemannsche Zeta-Funktion birgt eine der wichtigsten Fragen der analytischen Zahlentheorie, nämlich die Frage nach der genauen Lage ihrer sogenannten nicht-trivialen Nullstellen. Diese liegen im kritischen Streifen {\displaystyle \textstyle 0<\Re (s)<1}. Die Riemannsche Vermutung aus dem Jahr 1859 – bis heute weder bewiesen noch widerlegt – stellt die These auf, alle nicht-trivialen Nullstellen der Riemannschen Zeta-Funktion besäßen den Realteil 1/2. Ein Beweis dieser Vermutung würde besonders gute Abschätzungen über die Verteilung der Primzahlen gestatten.

### Dirichletsche L-Funktionen
Die nächsten Verwandten der Riemannschen Zeta-Funktion sind die Dirichletschen L-Funktionen, welche die Riemannsche Zeta-Funktion als Spezialfall enthalten. Sind in der zur Riemannschen Zeta-Funktion gehörenden Dirichlet-Reihe noch alle {\displaystyle \lambda }- Koeffizienten gleich 1, so werden diese bei Dirichletschen L-Funktionen mit Hilfe eines Dirichlet-Charakters definiert. Sie nehmen somit komplexe Werte mit dem Absolutbetrag 1 an oder sind gleich 0. Sei also für ein {\displaystyle \textstyle m\in \mathbb {N} } ein Dirichlet-Charakter modulo {\displaystyle \textstyle m}

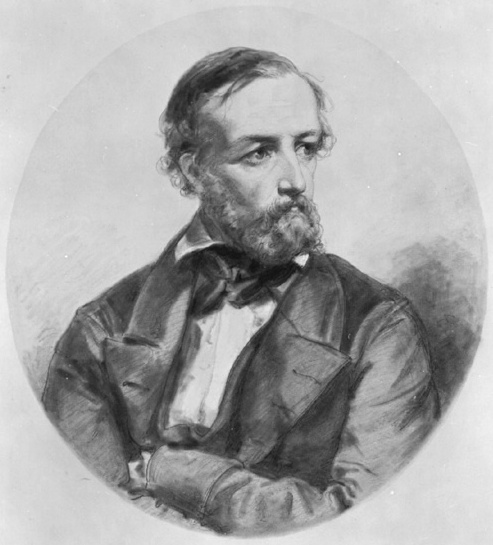
Peter Gustav Lejeune Dirichlet (1805–1859)

{\displaystyle \chi :(\mathbb {Z} /m)^{\times }\longrightarrow S^{1}:=\{z\in \mathbb {C} :|z|=1\}}
gegeben, d. h. ein Gruppenhomomorphismus von der Gruppe der bzgl. der Multiplikation invertierbaren Elemente des Restklassenrings {\displaystyle \textstyle \mathbb {Z} /m} in die Kreisgruppe {\displaystyle \textstyle S^{1}} der komplexen Zahlen mit Absolutbetrag 1. Ein solcher Dirichlet-Charakter {\displaystyle \textstyle \chi } heißt primitiv und {\displaystyle \textstyle m} der Führer von {\displaystyle \textstyle \chi }, wenn er nicht schon durch eine Komposition
{\displaystyle (\mathbb {Z} /m)^{\times }\longrightarrow (\mathbb {Z} /m')^{\times }\;{\stackrel {\chi '}{\longrightarrow }}\;S^{1}}
aus einem Dirichlet-Charakter {\displaystyle \textstyle \chi '} modulo {\displaystyle \textstyle m'} mit einem echten Teiler {\displaystyle \textstyle m'} von {\displaystyle \textstyle m} hervorgeht. Mit Hilfe eines solchen Dirichlet-Charakters {\displaystyle \textstyle \chi } definiert man die nachfolgende Abbildung, welche ebenfalls mit {\displaystyle \textstyle \chi } und als Dirichlet-Charakter modulo {\displaystyle \textstyle m} bezeichnet wird:
{\displaystyle \chi :{\text{ }}\mathbb {Z} \to \mathbb {C} ,{\text{  }}\chi (n)={\begin{cases}\chi (n\operatorname {mod} m)&{\text{falls}}\quad \operatorname {ggT} (n,m)=1\\0&{\text{falls}}\quad \operatorname {ggT} (n,m)>1.\end{cases}}}

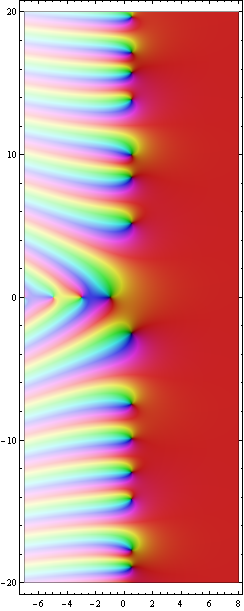
Dirichletsche L-Funktion zum Dirichlet-Charakter modulo 7 mit für komplexe s mit −7 < Re(s) < 8 und −20 < Im(s) < 20: Die Verwandtschaft mit der Riemannschen Zeta-Funktion ist augenfällig. Trotzdem gibt es deutliche Unterschiede: Da es sich bei um einen nicht-trivialen Dirichlet-Charakter handelt, ist die abgebildete Funktion ganz. Sie besitzt also keine Polstelle wie die Riemannsche Zeta-Funktion in. Im Vergleich zur Riemannschen Zeta-Funktion sind die reellen (trivialen) Nullstellen um eine Einheit nach rechts verschoben. Sie sind als schwarze Punkte in −1, −3, −5 usw. im Schaubild erkennbar.
Die schwarzen Punkte im vertikalen Streifen 0<Re(s)<1 gehören zu den unendlich vielen, nicht-reellen (nicht-trivialen) Nullstellen dieser Dirichletschen L-Funktion. Die Große Riemannsche Vermutung erwartet jede dieser nicht-trivialen Nullstellen auf der vertikalen Geraden Re(s)=1/2.

Die trivialen Dirichlet-Charaktere {\displaystyle \textstyle \chi ^{0}} modulo {\displaystyle m} besitzen den Funktionswert 1, falls {\displaystyle \textstyle \operatorname {ggT} (n,m)=1}, andernfalls 0. Der triviale Dirichlet-Charakter modulo 1 heißt der Hauptcharakter. Er erfüllt {\displaystyle \chi (n)=1} für alle {\displaystyle n\in \mathbb {N} }.
Ist nun {\displaystyle \textstyle \chi :\mathbb {Z} \to \mathbb {C} } ein primitiver Dirichlet-Charakter modulo {\displaystyle \textstyle m}, so ordnet man diesem arithmetischen Objekt {\displaystyle \chi } folgendermaßen eine L-Funktion zu: Mit
{\displaystyle \lambda (\chi ,n):=\chi (n)}
konvergiert die Dirichlet-Reihe (auch Dirichletsche L-Reihe genannt)
{\displaystyle L(\chi ,s):=\sum _{n\in \mathbb {N} }{\frac {\lambda (\chi ,n)}{n^{s}}}=\sum _{n\in \mathbb {N} }{\frac {\chi (n)}{n^{s}}}}
für {\displaystyle \textstyle \Re (s)>1} absolut.
Mit den lokalen Parametern bei {\displaystyle \textstyle p}
{\displaystyle \alpha (\chi ,p):=\chi (p)}
gilt dies auch für das zugehörende Euler-Produkt, und man hat die Identität
{\displaystyle L(\chi ,s)=\sum _{n\in \mathbb {N} }{\frac {\chi (n)}{n^{s}}}=\prod _{p\in \mathbb {P} }(1-\chi (p)p^{-s})^{-1}}
für {\displaystyle \textstyle \Re (s)>1}. Wie bei der Riemannschen Zeta-Funktion ist
{\displaystyle d=1}
der Grad des Euler-Produkts. Setzt man {\displaystyle \textstyle \kappa =0}, falls {\displaystyle \textstyle \chi (-1)=1} (in diesem Fall heißt {\displaystyle \textstyle \chi } gerade), und {\displaystyle \textstyle \kappa =1}, falls {\displaystyle \textstyle \chi (-1)=-1} (in diesem Fall heißt {\displaystyle \textstyle \chi } ungerade), so ist
{\displaystyle \gamma (\chi ,s)=\pi ^{-{\frac {s}{2}}}\,\Gamma \left({\frac {s+\kappa }{2}}\right)}
der {\displaystyle \textstyle \chi } zugeordnete Gamma-Faktor. Jenes {\displaystyle \textstyle \kappa \in \{0,1\}} ist also der lokale Parameter an der unendlichen Primstelle.
Der Führer {\displaystyle \textstyle m} des primitiven Dirichlet-Charakters {\displaystyle \textstyle \chi } ist auch der Führer der Dirichletschen L-Funktion:
{\displaystyle q(\chi )=m}.
Die vollständige Dirichletsche L-Funktion besitzt somit die Form
{\displaystyle \Lambda (\chi ,s):=q(\chi )^{\frac {s}{2}}\gamma (\chi ,s)L(\chi ,s)=\left({\frac {m}{\pi }}\right)^{\frac {s}{2}}\Gamma \left({\frac {s+\kappa }{2}}\right)\sum _{n\in \mathbb {N} }{\frac {\chi (n)}{n^{s}}},}
eine Definition, die nur für {\displaystyle \textstyle \Re (s)>1} gilt, da nur dort die verwendete Dirichlet-Reihe konvergiert. Eine solche vollständige Dirichletsche L-Funktion kann aber analytisch auf {\displaystyle \textstyle \mathbb {C} } fortgesetzt werden. Dabei entsteht eine ganze Funktion, falls {\displaystyle \textstyle \chi } ein nicht-trivialer Dirichlet-Charakter ist.
Andernfalls hat die fortgesetzte Funktion einen einfachen Pol in {\displaystyle \textstyle s=1} mit Residuum 1. Das zu {\displaystyle \textstyle \chi } duale Objekt ist {\displaystyle {\overline {\chi }}}, also derjenige Dirichlet-Charakter, der aus {\displaystyle \textstyle \chi } durch komplexe Konjugation der Funktionswerte von {\displaystyle \textstyle \chi } hervorgeht, d. h.
{\displaystyle \textstyle {\overline {\chi }}(n)={\overline {\chi (n)}}}
für alle {\displaystyle \textstyle n\in \mathbb {N} }. Die Wurzelzahl {\displaystyle \textstyle \epsilon (\chi )} kann mit Hilfe der Gaußschen Summe
{\displaystyle \tau (\chi )=\sum _{x\operatorname {mod} q(\chi )}\chi (x)\exp(2\pi ix/q(\chi ))}
berechnet werden, in der sich die Summation über alle Restklassen modulo des Führers {\displaystyle \textstyle q(\chi )=m} erstreckt sowie {\displaystyle \textstyle \pi } die Kreiszahl, {\displaystyle \textstyle i} die imaginäre Einheit und {\displaystyle \exp } die Exponentialfunktion bezeichnen. Mit
{\displaystyle \epsilon (\chi )={\begin{cases}{\frac {\tau (\chi )}{\sqrt {q(\chi )}}}&{\text{falls}}\quad \chi (-1)=1\\{\frac {\tau (\chi )}{i{\sqrt {q(\chi )}}}}&{\text{falls}}\quad \chi (-1)=-1\end{cases}}}
erfüllt dann die fortgesetzte, vollständige Dirichletsche L-Funktion die Funktionalgleichung
{\displaystyle \Lambda (\chi ,s)=\epsilon (\chi )\Lambda ({\overline {\chi }},1-s).}
Wie von Wurzelzahlen gefordert, ist {\displaystyle \textstyle |\epsilon (\chi )|=1}, da {\displaystyle \textstyle |\tau (\chi )|={\sqrt {q(\chi )}}}.
Die Dirichletschen L-Funktionen umfassen die Riemannsche Zeta-Funktion, da diese aus dem trivialen Dirichlet-Charakter modulo 1, also dem Hauptcharakter, entsteht.
Der deutsche Mathematiker Peter Gustav Dirichlet verwendete 1837 die nach ihm benannten Dirichletschen L-Funktionen, um den Dirichletschen Primzahlsatz zu beweisen, wonach in jeder arithmetischen Folge (auch arithmetische Progression genannt)
{\displaystyle a,a\pm n,a\pm 2n,a\pm 3n,\ldots ,{\text{ mit }}\operatorname {ggT} (a,n)=1,{\text{ wobei }}a,n\in \mathbb {N} ,}
d. h. in jeder Restklasse {\displaystyle \textstyle a\operatorname {mod} n}, unendlich viele Primzahlen liegen.

Das entscheidende Argument im Beweis des Dirichletschen Primzahlsatzes ist die Erkenntnis, dass {\displaystyle \textstyle \Lambda (\chi ,1)\neq 0} gilt für jeden nicht-trivialen Dirichlet-Charakter {\displaystyle \textstyle \chi }.

### Dedekindsche L-Funktionen
Die Riemannsche Zeta-Funktion bezieht sich auf den Körper {\displaystyle \textstyle \mathbb {Q} } der rationalen Zahlen, dem einfachsten algebraischen Zahlkörper. Dedekindsche L-Funktionen verallgemeinern diesen Bezug auf beliebige algebraische Zahlkörper, also endlichen Körpererweiterungen von {\displaystyle \textstyle \mathbb {Q} } wie zum Beispiel {\displaystyle \textstyle \mathbb {Q} ({\sqrt[{3}]{2}})}. Sei also {\displaystyle K} ein algebraischer Zahlkörper und {\displaystyle n_{K}=[K:\mathbb {Q} ]\in \mathbb {N} } sein Erweiterungsgrad über {\displaystyle \mathbb {Q} }. Sei {\displaystyle {\mathcal {O}}_{K}} sein Ganzheitsring und {\displaystyle d_{K}\in \mathbb {Z} } seine Diskriminante. Weiter seien {\displaystyle n_{1}\in \mathbb {N} _{0}} die Anzahl der reellen Einbettungen und {\displaystyle n_{2}\in \mathbb {N} _{0}} die Anzahl der Paare komplexer Einbettungen von {\displaystyle K}. Es ist also {\displaystyle n_{K}=n_{1}+2n_{2}}.

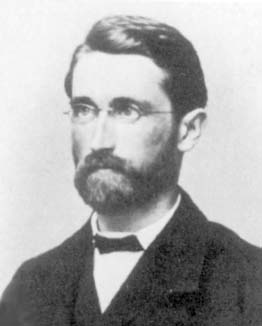
Richard Dedekind (1831–1916)

Die Dedekindsche L-Funktion (auch Dedekindsche Zeta-Funktion genannt) bzgl. {\displaystyle K} ist für {\displaystyle \Re (s)>1} definiert durch
{\displaystyle \zeta _{K}(s):=L(K,s):=\sum _{0\neq {\mathfrak {a}}\subset {\mathcal {O}}_{K}}{\frac {1}{{\mathcal {N}}({\mathfrak {a}})^{s}}}.}
In der Summe durchläuft {\displaystyle {\mathfrak {a}}} alle vom Nullideal {\displaystyle \{0\}} verschiedenen, ganzen Ideale von {\displaystyle {\mathcal {O}}_{K}}. {\displaystyle {\mathcal {N}}({\mathfrak {a}})\in \mathbb {N} } bezeichnet die Absolutnorm von {\displaystyle {\mathfrak {a}}}. Die Koeffizienten der Dirichlet-Reihe
{\displaystyle \sum _{0\neq {\mathfrak {a}}\subset {\mathcal {O}}_{K}}{\frac {1}{{\mathcal {N}}({\mathfrak {a}})^{s}}}=\sum _{n\in \mathbb {N} }{\frac {\lambda (K,n)}{n^{s}}}}
sind also
{\displaystyle \lambda (K,n)=\#\{0\neq {\mathfrak {a}}\subset {\mathcal {O}}_{K}\mid {\mathcal {N}}({\mathfrak {a}})=n\}\in \mathbb {N} _{0}.}
Sie geben zu jedem {\displaystyle n\in \mathbb {N} } die Anzahl der ganzen Ideale von {\displaystyle {\mathcal {O}}_{K}} mit Absolutnorm {\displaystyle n} an. Insbesondere sind alle Koeffizienten {\displaystyle \lambda (K,n)} reell und deshalb {\displaystyle L(K,s)} selbstdual. Jene Dirichlet-Reihe konvergiert für {\displaystyle \Re (s)>1} absolut, ebenso wie das zugehörende Euler-Produkt
{\displaystyle \prod _{0\neq {\mathfrak {p}}\subset {\mathcal {O}}_{K}}{\frac {1}{1-{\mathcal {N}}({\mathfrak {p}})^{-s}}}.}
Dabei erstreckt sich das Produkt über alle vom Nullideal verschiedenen Primideale {\displaystyle {\mathfrak {p}}} von {\displaystyle {\mathcal {O}}_{K}}. Es gilt für {\displaystyle \Re (s)>1} die Identität
{\displaystyle L(K,s)=\sum _{0\neq {\mathfrak {a}}\subset {\mathcal {O}}_{K}}{\frac {1}{{\mathcal {N}}({\mathfrak {a}})^{s}}}=\sum _{n\in \mathbb {N} }{\frac {\lambda (K,n)}{n^{s}}}=\prod _{0\neq {\mathfrak {p}}\subset {\mathcal {O}}_{K}}{\frac {1}{1-{\mathcal {N}}({\mathfrak {p}})^{-s}}}.}
Diese Gestalt des Euler-Produkts zeigt noch nicht die einzelnen Euler-Faktoren
{\displaystyle (1-\alpha _{1}(K,p)p^{-s})^{-1}\cdot \ldots \cdot (1-\alpha _{d}(K,p)p^{-s})^{-1}}.
Der Grad des Euler-Produkts ist jedenfalls gleich dem Grad der Körpererweiterung {\displaystyle K/\mathbb {Q} }:

{\displaystyle d=[K:\mathbb {Q} ]=n_{K}=n_{1}+2n_{2}.}
Die lokalen Parameter {\displaystyle \alpha _{j}(K,p)} hängen vom Zerlegungsverhalten der Ideale
{\displaystyle (p):=p{\mathcal {O}}_{K}}
ab: jedes Ideal {\displaystyle (p)} besitzt eine, bis auf die Reihenfolge der Faktoren, eindeutige Primidealzerlegung
{\displaystyle (p)=\prod _{\mathfrak {p}}{\mathfrak {p}}^{e_{\mathfrak {p}}}}
in Primideale {\displaystyle 0\neq {\mathfrak {p}}\subset {\mathcal {O}}_{K}}, in der gilt: {\displaystyle e_{\mathfrak {p}}\in \mathbb {N} _{0}} und {\displaystyle e_{\mathfrak {p}}>0} für nur endlich viele Primideale {\displaystyle {\mathfrak {p}}}. Für höchstens {\displaystyle n_{K}} viele Primideale {\displaystyle {\mathfrak {p}}} kann {\displaystyle e_{\mathfrak {p}}>0} gelten. Solche {\displaystyle {\mathfrak {p}}} teilen {\displaystyle (p)} und man schreibt dafür {\displaystyle {\mathfrak {p}}|(p)}. Der Exponent {\displaystyle e_{\mathfrak {p}}} in der Primidealzerlegung von {\displaystyle (p)} heißt der Verzweigungsindex von {\displaystyle {\mathfrak {p}}} über {\displaystyle p}. Ist {\displaystyle {\mathfrak {p}}|(p)}, so gilt
{\displaystyle {\mathcal {N}}({\mathfrak {p}})=p^{f_{\mathfrak {p}}}}
für ein {\displaystyle f_{\mathfrak {p}}\in \mathbb {N} }, welches der Trägheitsindex von {\displaystyle {\mathfrak {p}}} über {\displaystyle p} genannt wird. Für jedes {\displaystyle p\in \mathbb {P} } erfüllen die zum Ideal {\displaystyle (p)} gehörenden Verzweigungs- und Trägheitsindizes die folgende Beziehung zum Grad von {\displaystyle K/\mathbb {Q} }:
{\displaystyle \sum _{{\mathfrak {p}}|(p)}e_{\mathfrak {p}}f_{\mathfrak {p}}=n_{K}.}
Mit Hilfe der Kenntnis der Trägheitsindizes für jedes {\displaystyle p\in \mathbb {P} } lassen sich nun die lokalen Parameter {\displaystyle \alpha _{j}(K,p)} bestimmen, nämlich über die Faktoren {\displaystyle (1-p^{-sf_{\mathfrak {p}}})^{-1}} in der Identität
{\displaystyle \prod _{0\neq {\mathfrak {p}}\subset {\mathcal {O}}_{K}}{\frac {1}{1-{\mathcal {N}}({\mathfrak {p}})^{-s}}}=\prod _{p\in \mathbb {P} }\;\prod _{{\mathfrak {p}}|(p)}(1-p^{-sf_{\mathfrak {p}}})^{-1},}
indem man die Polynome {\displaystyle X^{f_{\mathfrak {p}}}-1} im Polynomring {\displaystyle \mathbb {C} [X]} faktorisiert.
Der Gamma-Faktor bzgl. {\displaystyle L(K,s)} ist
{\displaystyle \gamma (K,s)=\pi ^{-{\frac {s\cdot n_{K}}{2}}}\,\Gamma \left({\frac {s}{2}}\right)^{n_{1}+n_{2}}\,\Gamma \left({\frac {s+1}{2}}\right)^{n_{2}}.}
Der Betrag der Diskriminante von {\displaystyle K} ist der Konduktor von {\displaystyle L(K,s)}:

{\displaystyle q(K)=|d_{K}|.}
Damit ist die vollständige L-Funktion von {\displaystyle K} für {\displaystyle \Re (s)>1} gegeben durch
{\displaystyle \Lambda (K,s):=q(K)^{\frac {s}{2}}\,\gamma (K,s)\,L(K,s)=\left({\frac {|d_{K}|}{\pi ^{n_{K}}}}\right)^{\frac {s}{2}}\,\Gamma \left({\frac {s}{2}}\right)^{n_{1}+n_{2}}\,\Gamma \left({\frac {s+1}{2}}\right)^{n_{2}}\,\sum _{0\neq {\mathfrak {a}}\subset {\mathcal {O}}_{K}}{\frac {1}{{\mathcal {N}}({\mathfrak {a}})^{s}}}.}
Diese besitzt eine analytische Fortsetzung auf die komplexe Zahlenebene mit einfachen Polen bei {\displaystyle s=0} und {\displaystyle s=1} und den dortigen Residuen {\displaystyle -{\frac {2^{r}hR}{w}}} bzw. {\displaystyle {\frac {2^{r}hR}{w}}}. Dabei ist {\displaystyle r=n_{1}+n_{2}} die Anzahl der unendlichen Stellen, {\displaystyle h\in \mathbb {N} } die Klassenzahl und {\displaystyle R\in \mathbb {R} } der Regulator von {\displaystyle K} sowie {\displaystyle w\in \mathbb {N} } die Anzahl der Einheitswurzeln, die in {\displaystyle K} liegen.
Dedekindsche L-Funktionen haben stets die Wurzelzahl 1:

{\displaystyle \epsilon (K)=1.}
Somit genügt die analytisch fortgesetzte, vollständige L-Funktion von {\displaystyle K} der Funktionalgleichung
{\displaystyle \Lambda (K,s)=\Lambda (K,1-s).}
Die analytisch fortgesetzte Funktion {\displaystyle \Lambda (K,s)} gestattet nun auch die analytische Fortsetzung von {\displaystyle L(K,s)}, nämlich durch die Definition
{\displaystyle L(K,s):={\frac {\Lambda (K,s)}{|d_{k}|^{\frac {s}{2}}\,\gamma (K,s)}}=\left({\frac {\pi ^{n_{K}}}{|d_{K}|}}\right)^{\frac {s}{2}}\cdot {\frac {\Lambda (K,s)}{\Gamma \left({\frac {s}{2}}\right)^{n_{1}+n_{2}}\,\Gamma \left({\frac {s+1}{2}}\right)^{n_{2}}}}.}
Dadurch wird {\displaystyle L(K,s)} zu einer meromorphen Funktion auf {\displaystyle \mathbb {C} } mit einem einfachen Pol in {\displaystyle s=1}. Eine ihrer faszinierenden Eigenschaften ist die sogenannte analytische Klassenzahlformel, wonach das Residuum von {\displaystyle L(K,s)} in {\displaystyle s=1} die folgende Gestalt annimmt:

{\displaystyle \operatorname {Res} _{s=1}\,L(K,s)={\frac {2^{n_{1}}(2\pi )^{n_{2}}}{w{\sqrt {|d_{K}|}}}}\,hR.}

### Heckesche L-Funktionen
Heckesche L-Funktionen sind gemeinsame Verallgemeinerungen der Dirichletschen und der Dedekindschen L-Funktionen. Sie beziehen sich also einerseits auf beliebige algebraische Zahlkörper (wie die Dedekindschen L-Funktionen) und hängen andererseits von geeigneten Charakteren ab (wie die Dirichletschen L-Funktionen). Der deutsche Mathematiker Erich Hecke definierte die nach ihm benannten L-Funktionen mit Hilfe sogenannter Größencharaktere und konnte die bei L-Funktionen gewünschten Eigenschaften beweisen. Der modernere Zugang zu L-Funktionen mit Bezug zu beliebigen algebraischen Zahlkörpern und geeigneten Charakteren, der auch noch weitreichend verallgemeinert werden kann, verwendet Idelklassencharaktere.

#### L-Funktionen zu Größencharakteren
Heckesche L-Reihen zu Größencharakteren besitzen die Form
{\displaystyle L(\chi ,s)=\sum _{0\neq {\mathfrak {a}}\subset {\mathcal {O}}_{K}}{\frac {\chi ({\mathfrak {a}})}{{\mathcal {N}}({\mathfrak {a}})^{s}}}.}

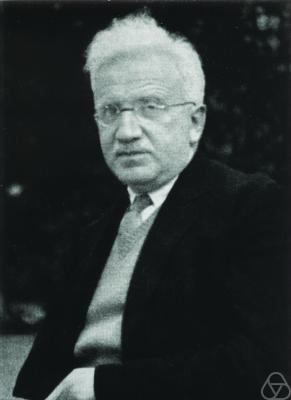
Erich Hecke (1887–1947)

Wie bei Dedekindschen L-Funktionen bezeichnet {\displaystyle K} einen algebraischen Zahlkörper mit Ganzheitsring {\displaystyle {\mathcal {O}}_{K}} und Erweiterungsgrad {\displaystyle n:=n_{K}=[K:\mathbb {Q} ]\in \mathbb {N} }. Die Summe durchläuft wieder alle vom Nullideal verschiedenen, ganzen Ideale {\displaystyle {\mathfrak {a}}} von {\displaystyle K} und {\displaystyle {\mathcal {N}}({\mathfrak {a}})\in \mathbb {N} } bezeichnet die Absolutnorm von {\displaystyle {\mathfrak {a}}}. Die komplexen Werte {\displaystyle \chi ({\mathfrak {a}})} beruhen auf einem Charakter (d. h. Gruppenhomomorphismus)
{\displaystyle \chi :\;J^{\mathfrak {m}}\;\longrightarrow \;S^{1}:=\{z\in \mathbb {C} :|z|=1\}.}
Dabei ist {\displaystyle {\mathfrak {m}}} ein ganzes Ideal von {\displaystyle {\mathcal {O}}_{K}} und {\displaystyle J^{\mathfrak {m}}} symbolisiert die Gruppe der zu {\displaystyle {\mathfrak {m}}} teilerfremden, gebrochenen Ideale von {\displaystyle K}. Das bedeutet: ein gebrochenes Ideal {\displaystyle {\mathfrak {b}}} von {\displaystyle K} liegt genau dann in {\displaystyle J^{\mathfrak {m}}}, wenn der Exponent von {\displaystyle {\mathfrak {p}}} in der Primidealzerlegung von {\displaystyle {\mathfrak {b}}} gleich 0 ist für alle Primideale {\displaystyle {\mathfrak {p}}} von {\displaystyle K}, die das ganze Ideal {\displaystyle {\mathfrak {m}}} teilen (d. h. {\displaystyle {\mathfrak {p}}\supseteq {\mathfrak {m}}}). Die Gruppe {\displaystyle J^{\mathfrak {m}}} verallgemeinert die bei Dirichletschen L-Funktionen verwendeten Gruppen {\displaystyle (\mathbb {Z} /m)^{\times }}.
Ist nun {\displaystyle \chi :\;J^{\mathfrak {m}}\;\longrightarrow \;S^{1}} ein beliebiger, solcher Charakter und setzt man {\displaystyle \chi ({\mathfrak {a}})=0} für alle Ideale {\displaystyle {\mathfrak {a}}}, die nicht teilerfremd zu {\displaystyle {\mathfrak {m}}} sind, so konvergiert die oben angegebene L-Reihe {\displaystyle L(\chi ,s)} in der Halbebene {\displaystyle \Re (s)>1} absolut. Wegen der Eindeutigkeit der Primidealzerlegung von Idealen in {\displaystyle {\mathcal {O}}_{K}} gilt die nachfolgende Gleichheit mit dem zugehörenden Euler-Produkt, welches alle von Null verschiedenen Primideale {\displaystyle {\mathfrak {p}}} von {\displaystyle {\mathcal {O}}_{K}} durchläuft:
{\displaystyle L(\chi ,s)=\sum _{0\neq {\mathfrak {a}}\subset {\mathcal {O}}_{K}}{\frac {\chi ({\mathfrak {a}})}{{\mathcal {N}}({\mathfrak {a}})^{s}}}=\prod _{0\neq {\mathfrak {p}}\subset {\mathcal {O}}_{K}}{\frac {1}{1-\chi ({\mathfrak {p}}){\mathcal {N}}({\mathfrak {p}})^{-s}}}.}
Die eigentliche Herausforderung liegt nun aber in einer geeigneten Auswahl der Charaktere {\displaystyle \chi :\;J^{\mathfrak {m}}\;\longrightarrow \;S^{1}}, so dass die für L-Funktionen typischen Eigenschaften bewiesen werden können. Die Charaktere mit diesen wünschenswerten Eigenschaften heißen Größencharaktere: Ein Größencharakter modulo eines ganzen Ideals {\displaystyle {\mathfrak {m}}} des algebraischen Zahlkörpers {\displaystyle K} ist ein Gruppenhomomorphismus
{\displaystyle \chi :\;J^{\mathfrak {m}}\longrightarrow \;S^{1},\;\;{\mathfrak {b}}\longmapsto \chi ({\mathfrak {b}}),}
zu dem es zwei Charaktere
{\displaystyle \chi _{e}:\;({\mathcal {O}}_{K}/{\mathfrak {m}})^{\star }\longrightarrow S^{1}\;{\text{ und }}\;\chi _{\infty }:\;\mathbf {R} ^{\star }\longrightarrow S^{1}}
gibt, so dass für alle zu {\displaystyle {\mathfrak {m}}} teilerfremden Zahlen {\displaystyle a\in {\mathcal {O}}_{K}} gilt:
{\displaystyle \chi ((a))=\chi _{e}(a)\,\chi _{\infty }(a).}
Zur Erläuterung dieser Definition:
- {\displaystyle ({\mathcal {O}}_{K}/{\mathfrak {m}})^{\star }} symbolisiert die Einheitengruppe des Restklassenrings {\displaystyle {\mathcal {O}}_{K}} modulo {\displaystyle {\mathfrak {m}}}, besteht also aus allen Elementen von {\displaystyle {\mathcal {O}}_{K}/{\mathfrak {m}}}, die invertierbar sind.

- {\displaystyle \mathbf {R} } bezeichnet den Minkowski-Raum bzgl. {\displaystyle K}. Ist {\displaystyle X} die Menge aller Einbettungen {\displaystyle \tau :\;K\hookrightarrow \mathbb {C} }, so besteht {\displaystyle \mathbf {R} } aus allen {\displaystyle n}-Tupeln {\displaystyle (z_{\tau })_{\tau \in X}}, {\displaystyle z_{\tau }\in \mathbb {C} }, mit {\displaystyle z_{\overline {\tau }}={\overline {(z_{\tau })}}} für alle {\displaystyle \tau \in X}.[39] Addition und Multiplikation in der {\displaystyle n}-dimensionale {\displaystyle \mathbb {R} }-Algebra {\displaystyle \mathbf {R} } sind komponentenweise definiert. Das Bild der Einbettungsfunktion {\displaystyle K\ni a\mapsto (\tau (a))_{\tau \in X}} liegt in {\displaystyle \mathbf {R} }.[40] Die multiplikative Gruppe {\displaystyle \mathbf {R} ^{\star }} besteht aus allen Elemente von {\displaystyle \mathbf {R} }, bei denen sämtliche Komponenten von Null verschieden sind. Ist {\displaystyle a\in K^{\star }:=K\setminus \{0\}}, so ist {\displaystyle \tau (a)\neq 0} für alle {\displaystyle \tau \in X}, denn die Einbettungen {\displaystyle \tau \in X} sind Körperhomomorphismen. Der Gruppenhomomorphismus {\displaystyle \iota _{\infty }:\;K^{\star }\rightarrow \mathbf {R} ^{\star },\;a\mapsto \iota _{\infty }(a):=(\tau (a))_{\tau \in X}}, bettet also die multiplikative Gruppe {\displaystyle K^{\star }} in die multiplikative Gruppe {\displaystyle \mathbf {R} ^{\star }} ein.

- Ein Element {\displaystyle a\in K^{\star }} heißt teilerfremd zum ganzen Ideal {\displaystyle {\mathfrak {m}}}, wenn das Hauptideal {\displaystyle (a):=a{\mathcal {O}}_{K}} teilerfremd zu {\displaystyle {\mathfrak {m}}} ist. Bezeichnet {\displaystyle K^{({\mathfrak {m}})}:=\{a\in K^{\star }\mid (a,{\mathfrak {m}})=1\}} die Gruppe der zu {\displaystyle {\mathfrak {m}}} teilerfremden Elemente {\displaystyle a\in K^{\star }} und ist {\displaystyle a=b/c} mit zwei zu {\displaystyle {\mathfrak {m}}} teilerfremden {\displaystyle b,c\in {\mathcal {O}}_{K}}, so hat man den wohldefinierten Gruppenhomomorphismus {\displaystyle \iota _{e}:\;K^{({\mathfrak {m}})}\rightarrow ({\mathcal {O}}_{K}/{\mathfrak {m}})^{\star }}, {\displaystyle a\mapsto [b+{\mathfrak {m}}]/[c+{\mathfrak {m}}]}, der {\displaystyle a=b/c} auf den Quotienten der Restklassen von {\displaystyle b} und {\displaystyle c} modulo {\displaystyle {\mathfrak {m}}} abbildet.[41]

- Entsprechend seiner Definition zerfällt {\displaystyle \chi } auf den zu {\displaystyle {\mathfrak {m}}} teilerfremden Hauptidealen {\displaystyle (a)\subset {\mathcal {O}}_{K}} in einen „endlichen“ Charakter {\displaystyle \chi _{e}} und einen „unendlichen“ Charakter {\displaystyle \chi _{\infty }}. Korrekterweise müssten in dieser Zerlegungsbedingung {\displaystyle \chi _{e}(a)} durch {\displaystyle \chi _{e}(\iota _{e}(a))} und {\displaystyle \chi _{\infty }(a)} durch {\displaystyle \chi _{\infty }(\iota _{\infty }(a))} ersetzt werden, worauf der Kürze halber stets verzichtet wird. {\displaystyle \chi _{e}} und {\displaystyle \chi _{\infty }} sind durch {\displaystyle \chi } eindeutig bestimmt.[42]

Ein Größencharakter modulo {\displaystyle {\mathfrak {m}}} heißt primitiv, wenn er nicht als Einschränkung
{\displaystyle \chi =\chi '|_{J^{m}}:J^{\mathfrak {m}}\longrightarrow S^{1}}
eines Größencharakters {\displaystyle \chi ':\,J^{{\mathfrak {m}}'}\rightarrow S^{1}} modulo {\displaystyle {\mathfrak {m}}'} dargestellt werden kann, in der das ganze Ideal {\displaystyle {\mathfrak {m}}'} ein echter Teiler des ganzen Ideals {\displaystyle {\mathfrak {m}}} ist. {\displaystyle \chi } ist genau dann nicht primitiv, wenn sein „endlicher“ Charakter {\displaystyle \chi _{e}} über {\displaystyle ({\mathcal {O}}_{K}/{\mathfrak {m}}')^{\star }} faktorisiert, d. h. wenn {\displaystyle \chi _{e}} als Kompositum
{\displaystyle \chi _{e}:\;({\mathcal {O}}_{K}/{\mathfrak {m}})^{\star }\longrightarrow ({\mathcal {O}}_{K}/{\mathfrak {m}}')^{\star }\;{\stackrel {\chi _{e}'}{\longrightarrow }}\;S^{1}}
geschrieben werden kann, in der {\displaystyle \chi _{e}'} der „endliche“ Charakter eines Größencharakters {\displaystyle \chi '} modulo {\displaystyle {\mathfrak {m}}'} ist mit einem echten Teiler {\displaystyle {\mathfrak {m}}'} von {\displaystyle {\mathfrak {m}}}. Der Führer eines Größencharakters {\displaystyle \chi } modulo {\displaystyle {\mathfrak {m}}} ist der kleinste Teiler {\displaystyle {\mathfrak {f}}} von {\displaystyle {\mathfrak {m}}}, so dass {\displaystyle \chi } als Einschränkung {\displaystyle \chi '|_{J^{\mathfrak {m}}}} eines Größencharakters {\displaystyle \chi ':J^{\mathfrak {f}}\rightarrow S^{1}} dargestellt werden kann. Der Führer von {\displaystyle \chi } lässt sich auch mit Hilfe des „endlichen“ Charakters {\displaystyle \chi _{e}} von {\displaystyle \chi } definieren: {\displaystyle {\mathfrak {f}}} ist der kleinste Teiler von {\displaystyle {\mathfrak {m}}}, so dass {\displaystyle \chi _{e}} über {\displaystyle ({\mathcal {O}}_{K}/{\mathfrak {f}})^{\star }} faktorisiert.
Mit Hilfe des Begriffs eines primitiven Größencharakters lassen sich nun alle für L-Funktionen typischen Objekte definieren und die gewünschten Aussagen nachweisen: vervollständigte Heckesche L-Funktion, analytische Fortsetzung, Führer, Wurzelzahl und Funktionalgleichung. Dies ist der Weg, den Erich Hecke beschritten hat und im Lehrbuch von Neukirch detailliert beschrieben wird. Dieser Zugang verwendet allerdings mathematische Objekte (ideale Zahlen), die aus heutiger Sicht als überholt gelten können und das eigentliche Wesen der vervollständigten Heckeschen L-Funktionen verschleiern.

#### L-Funktionen zu Idelklassencharakteren
Die modernere Theorie zur Behandlung von Heckeschen L-Funktionen, die auch noch weitreichend verallgemeinert werden kann, ist unter dem Namen Tate's Thesis (Doktorarbeit des US-amerikanischen Mathematikers John T. Tate) bekannt. Diese Theorie verwendet Idelklassencharaktere anstelle primitiver Größencharaktere, zu deren Definition die Begriffe Adel und Idel benötigt werden: Sei weiterhin {\displaystyle K} ein algebraischer Zahlkörper und

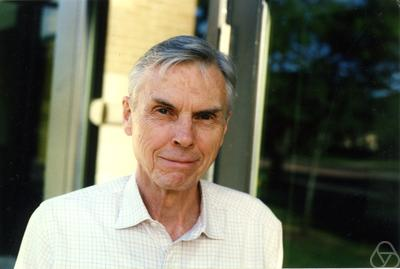
John T. Tate (1925–2019)

{\displaystyle \mathbb {A} :=\mathbb {A} _{K}:=\prod _{v}'K_{v}}
der Adelring von {\displaystyle K}. Dabei durchläuft {\displaystyle v} die unendliche Menge aller Stellen, d. h. die Menge aller Äquivalenzklassen nicht-trivialer Absolutbeträge von {\displaystyle K}. {\displaystyle K_{v}} bezeichnet die komplette Hülle (Vervollständigung) von {\displaystyle K} bzgl. {\displaystyle v}. Das Auslassungszeichen am Produktsymbol zeigt die Einschränkung im Vergleich zum direkten Produkt {\displaystyle \prod _{v}K_{v}} an, dass in jedem Adel {\displaystyle (x_{v})_{v}\in \mathbb {A} } für fast alle (d. h. für alle bis auf höchstens endlich viele) Stellen {\displaystyle v} die Komponente {\displaystyle x_{v}\in K_{v}} im Ring {\displaystyle {\mathcal {O}}_{v}} der {\displaystyle v}-ganzen Elemente von {\displaystyle K_{v}} liegen muss. Der kanonische Einbettungshomomorphismus {\displaystyle K\hookrightarrow \mathbb {A} ,\;x\mapsto (x_{v})_{v}}, {\displaystyle x_{v}=x} für alle {\displaystyle v}, ist wohldefiniert, da jedes {\displaystyle x\in K} für fast alle Stellen {\displaystyle v} ganz ist.
Die Elemente der multiplikativen Gruppe {\displaystyle \mathbb {A} ^{\times }} der Einheiten (invertierbaren Elemente) von {\displaystyle \mathbb {A} } heißen die Idele von {\displaystyle K}. Auch {\displaystyle \mathbb {A} ^{\times }} lässt sich als eingeschränktes Produkt schreiben:
{\displaystyle \mathbb {A} ^{\times }=\prod _{v}'K_{v}^{\times }}.
Hier bedeutet das Auslassungszeichen, dass ein Element {\displaystyle (x_{v})_{v}} des direkten Produkts {\displaystyle \prod _{v}K_{v}} genau dann ein Idel ist, wenn {\displaystyle x_{v}\in {\mathcal {O}}_{v}^{\times }} für fast alle Stellen {\displaystyle v} gilt. Vermöge {\displaystyle K^{\times }\hookrightarrow \mathbb {A} ^{\times }}, {\displaystyle x\mapsto (x_{v})_{v}}, {\displaystyle x_{v}=x} für alle {\displaystyle v}, lässt sich die Einheitengruppe von {\displaystyle K} in die Gruppe der Idele einbetten, so dass man {\displaystyle K^{\times }} als Untergruppe der Idelgruppe {\displaystyle \mathbb {A} ^{\times }} auffassen kann, deren Elemente die Hauptidele von {\displaystyle K} genannt werden. Die Quotientengruppe {\displaystyle \mathbb {A} ^{\times }/K^{\times }} heißt die Idelklassengruppe von {\displaystyle K}. Idelgruppe und Idelklassengruppe werden mit geeigneten Topologien versehen, so dass man anschließend von stetigen Abbildungen sprechen kann. Ein Idelklassencharakter von {\displaystyle K} ist ein stetiger Gruppenhomomorphismus
{\displaystyle \chi :\mathbb {A} ^{\times }\longrightarrow \mathbb {C} ^{\times }},
der auf {\displaystyle K^{\times }\hookrightarrow \mathbb {A} ^{\times }} trivial ist, also dort ausschließlich den Wert 1 annimmt. Insofern kann man {\displaystyle \chi } auch als Charakter {\displaystyle \mathbb {A} ^{\times }/K^{\times }\rightarrow \mathbb {C} ^{\times }} der Idelklassengruppe auffassen, was den Namen „Idelklassencharakter“ rechtfertigt. Ein solcher Charakter besitzt stets eine Zerlegung
{\displaystyle \chi =\prod _{v}'\chi _{v}}
in lokale Charaktere {\displaystyle \chi _{v}:K_{v}^{\times }\rightarrow \mathbb {C} ^{\times }}, die für fast alle Stellen {\displaystyle v} von {\displaystyle K} unverzweigt sind. Dies wird durch das Auslassungszeichen am Produktsymbol angezeigt. Dabei heißt ein lokaler Charakter {\displaystyle \chi _{v}} unverzweigt, wenn seine Einschränkung auf {\displaystyle {\mathcal {O}}_{v}^{\times }} trivial ist, andernfalls verzweigt.
Der Führer {\displaystyle {\mathfrak {f}}(\chi )} eines Idelklassencharakters ist ein ganzes Ideal in {\displaystyle {\mathcal {O}}_{K}}, nämlich
{\displaystyle {\mathfrak {f}}(\chi )=\prod _{v\not \mid \infty }{\mathfrak {p}}_{v}^{a(\chi _{v})}.}
Das Produkt durchläuft alle endlichen Stellen von {\displaystyle K}. {\displaystyle {\mathfrak {p}}_{v}} ist das durch {\displaystyle v} bestimmte Primideal. Die Exponenten {\displaystyle a(\chi _{v})} liegen in {\displaystyle \mathbb {N} _{0}}. Ist {\displaystyle \chi _{v}} unverzweigt, so ist {\displaystyle a(\chi _{v})=0} und {\displaystyle {\mathfrak {p}}_{v}^{a(\chi _{v})}} trägt nichts zum Führer bei. Ist {\displaystyle \chi _{v}} verzweigt, so ist {\displaystyle a(\chi _{v})} die kleinste natürliche Zahl {\displaystyle k\geq 1}, so dass {\displaystyle \chi _{v}} auf {\displaystyle 1+\pi _{v}^{k}{\mathcal {O}}_{v}} trivial ist. Dabei bezeichnet {\displaystyle \pi _{v}\in {\mathcal {O}}_{v}} ein uniformisierendes Element.
Die (nicht vervollständigte) L-Funktion zum Idelklassencharakter {\displaystyle \chi } ist definiert durch
{\displaystyle L(\chi ,s):=\prod _{v\not \mid \infty }'(1-\chi _{v}(\pi _{v})q_{v}^{-s})^{-1}}.
Das Produkt wird über alle endlichen Stellen {\displaystyle v} von {\displaystyle K} gebildet, für die {\displaystyle \chi } unverzweigt ist. {\displaystyle q_{v}} bezeichnet die Ordnung des Restklassenkörpers {\displaystyle {\mathcal {O}}_{v}/(\pi _{v})}. Da {\displaystyle \chi _{v}} unverzweigt ist, hängt der Wert von {\displaystyle \chi _{v}(\pi _{v})} nicht von der Wahl des uniformisierenden Elements {\displaystyle \pi _{v}} ab. Das Produkt auf der rechten Seite der Definition von {\displaystyle L(\chi ,s)} konvergiert in einer rechten Halbebene der komplexen Zahlenebene absolut.
Zur Vervollständigung von {\displaystyle L(\chi ,s)} werden noch L-Faktoren an den unendlichen Stellen benötigt:
{\displaystyle L_{\infty }(\chi ,s):=\prod _{v\mid \infty }L(\chi _{v},s)}.
Ist dabei {\displaystyle v} eine reelle, unendliche Stelle, so ist die Vervollständigung {\displaystyle K_{v}} gleich {\displaystyle \mathbb {R} }. Der lokale Charakter {\displaystyle \chi _{v}:K_{v}^{\times }\rightarrow \mathbb {C} ^{\times }} kann also mit einem Charakter {\displaystyle \mathbb {R} ^{\times }\rightarrow \mathbb {C} ^{\times }} identifiziert werden. Letzterer besitzt notwendig die Form {\displaystyle t\mapsto |t|^{s_{0}}(t/|t|)^{m}} mit eindeutig bestimmten Zahlen {\displaystyle s_{0}\in \mathbb {C} } und {\displaystyle m\in \{0,1\}}. Der L-Faktor an der reellen, unendlichen Stelle {\displaystyle v} ist dann definiert durch
{\displaystyle L(\chi _{v},s):=\Gamma _{\mathbb {R} }(s+s_{0}+m),\;\Gamma _{\mathbb {R} }(z):=\pi ^{-z/2}\Gamma (z/2).}
Ist {\displaystyle v} eine nicht-reelle, unendliche, also komplexe Stelle, so ist {\displaystyle K_{v}} isomorph zu {\displaystyle \mathbb {C} }, und es gibt zwei Möglichkeiten der Identifikation von {\displaystyle K_{v}} mit {\displaystyle \mathbb {C} }. Man wählt eine davon und kann dann {\displaystyle \chi _{v}:K_{v}^{\times }\rightarrow \mathbb {C} ^{\times }} als Charakter {\displaystyle \mathbb {C} ^{\times }\rightarrow \mathbb {C} ^{\times }} auffassen. Ein solcher Charakter von {\displaystyle \mathbb {C} ^{\times }} hat stets die Form {\displaystyle t\mapsto |t|^{2s_{0}}(t/|t|)^{m}} mit eindeutig bestimmten Zahlen {\displaystyle s_{0}\in \mathbb {C} } und {\displaystyle m\in \mathbb {Z} }. Der zu {\displaystyle v} gehörende L-Faktor ist dann gegeben durch
{\displaystyle L(\chi _{v},s):=\Gamma _{\mathbb {C} }(s+s_{0}+|m|/2),\;\Gamma _{\mathbb {C} }(z):=2\cdot (2\pi )^{-z}\Gamma (z).}
Die vollständige L-Funktion zum Idelklassencharakter {\displaystyle \chi } ist nun definiert als
{\displaystyle \Lambda (\chi ,s):={\big (}|d_{K}|\cdot {\mathcal {N}}{\mathfrak {f(\chi )}}{\big )}^{s/2}\cdot L_{\infty }(\chi ,s)\cdot L(\chi ,s)},
mit dem Absolutbetrag {\displaystyle |d_{K}|} der Diskriminante von {\displaystyle K} und der Norm {\displaystyle {\mathcal {N}}{\mathfrak {f(\chi )}}} des Führers von {\displaystyle \chi }. Der Führer der L-Funktion {\displaystyle \Lambda (\chi ,s)} setzt sich also zusammen aus dem Absolutbetrag der Diskriminante des Zahlkörpers {\displaystyle K} und der Norm des Führers des Idelklassencharakters {\displaystyle \chi }:
{\displaystyle q(\chi ):=|d_{K}|\cdot {\mathcal {N}}{\mathfrak {f(\chi )}}}.
Der Grad von {\displaystyle \Lambda (\chi ,s)} ist der Grad der Körpererweiterung {\displaystyle K/\mathbb {Q} }:
{\displaystyle d:=[K:\mathbb {Q} ]}.
Was die Funktionalgleichung der vollständigen L-Funktion {\displaystyle \Lambda (\chi ,s)} angeht, so gibt es eine relle Zahl {\displaystyle r} und eine Wurzelzahl {\displaystyle \epsilon (\chi )\in \mathbb {C} } mit {\displaystyle |\epsilon (\chi )|=1}, so dass gilt:
{\displaystyle \Lambda (\chi ,s)=\epsilon (\chi )\Lambda ({\overline {\chi }},r-s).}
Ist {\displaystyle \chi :\mathbb {A} ^{\times }\rightarrow \mathbb {C} ^{\times }} ein unitärer Idelklassencharakter, liegt also sein Bild auf dem Einheitskreis {\displaystyle {\mathcal {S}}^{1}}, so ist {\displaystyle r=1}.

### Artinsche L-Funktionen
Die bislang aufgeführten Beispiele von L-Funktionen beziehen sich direkt auf einzelne algebraische Zahlkörper und zugehörende Charaktere. Dem gegenüber sind Artinsche L-Funktionen den Darstellungen der Galoisgruppe einer galoisschen Körpererweiterung zugeordnet. Sie stehen in einer engen Beziehung zu den oben genannten L-Funktionen, verallgemeinern jene jedoch erheblich. Die initiale Beobachtung, welche zur Definition von Artinschen L-Funktionen motiviert, betrachtet den Isomorphismus
{\displaystyle (\mathbb {Z} /m\mathbb {Z} )^{\times }\;{\stackrel {\sim }{\longrightarrow }}\;G(\mathbb {Q} (\mu _{m})/\mathbb {Q} )}
zwischen der Gruppe der invertierbaren Restklassen des Restklassenrings {\displaystyle \mathbb {Z} /m\mathbb {Z} }, {\displaystyle m\in \mathbb {N} }, und der Galoisgruppe des Kreisteilungskörpers {\displaystyle \mathbb {Q} (\mu _{m})} der {\displaystyle m}-ten Einheitswurzeln. Dieser Gruppenisomorphismus ordnet der Restklasse {\displaystyle p\operatorname {mod} m} einer Primzahl {\displaystyle p} mit {\displaystyle p\not \mid m} den Frobeniusautomorphismus {\displaystyle \phi _{p}:\mathbb {Q} (\mu _{m})/\mathbb {Q} \rightarrow \mathbb {Q} (\mu _{m})/\mathbb {Q} } zu, der jede {\displaystyle m}-te Einheitswurzel {\displaystyle \zeta } auf {\displaystyle \zeta ^{p}} abbildet und dadurch festgelegt ist. Mit Hilfe dieser Isomorphie lässt sich ein Dirichlet-Charakter {\displaystyle \chi :(\mathbb {Z} /m\mathbb {Z} )^{\times }\rightarrow \mathbb {C} ^{\times }} auch als ein Charakter {\displaystyle \chi :G(\mathbb {Q} (\mu _{m})/\mathbb {Q} )\rightarrow \mathbb {C} ^{\times }} auffassen. {\displaystyle \mathbb {C} ^{\times }} kann als die allgemeine, lineare Gruppe {\displaystyle GL_{1}(\mathbb {C} )} des eindimensionalen {\displaystyle \mathbb {C} }-Vektorraums {\displaystyle \mathbb {C} } interpretiert werden. So erhält man aus dem ursprünglichen Dirichlet-Charakter eine eindimensionale Darstellung
{\displaystyle \chi :G(\mathbb {Q} (\mu _{m})/\mathbb {Q} )\longrightarrow GL_{1}(\mathbb {C} )},
mit deren Hilfe sich die dem Dirichlet-Charakter zugeordnete L-Reihe auch in der Form schreiben lässt:
{\displaystyle L(\chi ,s)=\prod _{p\not \mid m}(1-\chi (\phi _{p})p^{-s})^{-1}}.

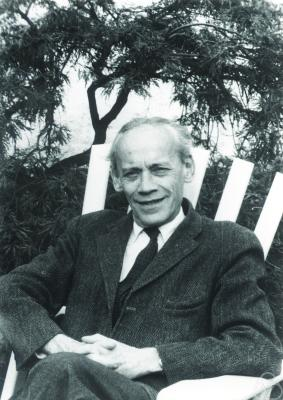
Emil Artin (1898–1962)

Ausgehend von dieser initialen Beobachtung sind Artinsche L-Reihen folgendermaßen definiert: Es sei {\displaystyle E/K} eine endliche, galoissche Erweiterung von Zahlkörpern mit Galoisgruppe {\displaystyle G:=G(E/K)}, {\displaystyle V} ein endlich-dimensionaler {\displaystyle \mathbb {C} }-Vektorraum und
{\displaystyle \rho :G\longrightarrow GL(V),\;\sigma \longmapsto \rho (\sigma ),}
eine Darstellung {\displaystyle (\rho ,V)} von {\displaystyle G}, also ein Gruppenhomomorphismus der Galoisgruppe {\displaystyle G} in die allgemeine, lineare Gruppe {\displaystyle GL(V)} der Vektorraumautomorphismen von {\displaystyle V}. Sei nun {\displaystyle {\mathfrak {p}}} ein von Null verschiedenes Primideal von {\displaystyle K} und {\displaystyle {\mathfrak {P}}} ein Primideal von {\displaystyle E}, das über {\displaystyle {\mathfrak {p}}} liegt, d. h. {\displaystyle {\mathfrak {P}}} ist ein Faktor in der Primidealzerlegung des Ideals {\displaystyle {\mathfrak {p}}{\mathcal {O}}_{E}} des Ganzheitsrings {\displaystyle {\mathcal {O}}_{E}} von {\displaystyle E}. Die Zerlegungsgruppe {\displaystyle G_{\mathfrak {P}}} von {\displaystyle {\mathfrak {P}}} über {\displaystyle K} ist die Untergruppe {\displaystyle \{\sigma \in G\mid \sigma ({\mathfrak {P}})={\mathfrak {P}}\}} der Galoisgruppe {\displaystyle G}. Man hat einen kanonischen, surjektiven Gruppenhomomorphismus
{\displaystyle G_{\mathfrak {P}}\longrightarrow G(k_{\mathfrak {P}}/k_{\mathfrak {p}}),\;\sigma \longrightarrow {\overline {\sigma }},}
von der Zerlegungsgruppe {\displaystyle G_{\mathfrak {P}}} auf die Galoisgruppe der Erweiterung {\displaystyle k_{\mathfrak {P}}/k_{\mathfrak {p}}} endlicher Restkörper {\displaystyle k_{\mathfrak {P}}:={\mathcal {O}}_{E}/{\mathfrak {P}}} und {\displaystyle k_{\mathfrak {p}}:={\mathcal {O}}_{K}/{\mathfrak {p}}}. Dabei ist {\displaystyle {\overline {\sigma }}} der Körperautomorphismus {\displaystyle k_{\mathfrak {P}}\rightarrow k_{\mathfrak {P}},\;x\mapsto \sigma x\operatorname {mod} {\mathfrak {P}}}. Der Kern {\displaystyle I_{\mathfrak {P}}\subseteq G_{\mathfrak {P}}} dieses surjektiven Gruppenhomomorphismus heißt die Trägheitsgruppe von {\displaystyle {\mathfrak {P}}} über {\displaystyle K} und liefert den kanonischen Gruppenisomorphismus
{\displaystyle G_{\mathfrak {P}}/I_{\mathfrak {P}}{\stackrel {\sim }{\longrightarrow }}G(k_{\mathfrak {P}}/k_{\mathfrak {p}})}.
Als Galoisgruppe einer Erweiterung endlicher Körper ist {\displaystyle G(k_{\mathfrak {P}}/k_{\mathfrak {p}})} zyklisch und wird vom Frobeniusautomorphismus
{\displaystyle k_{\mathfrak {P}}/k_{\mathfrak {p}}\longrightarrow k_{\mathfrak {P}}/k_{\mathfrak {p}},\;\alpha \mapsto \alpha ^{q_{\mathfrak {p}}},\;q_{\mathfrak {p}}:={\mathcal {N}}({\mathfrak {p}})=\#k_{\mathfrak {p}},}
erzeugt. Jedes seiner Urbilder in {\displaystyle G_{\mathfrak {P}}} unter dem kanonischen Gruppenisomorphismus erzeugt die Faktorgruppe {\displaystyle G_{\mathfrak {P}}/I_{\mathfrak {P}}} und wird ein Frobeniusautomorphismus {\displaystyle \phi _{\mathfrak {P}}} von {\displaystyle {\mathfrak {P}}} über {\displaystyle K} genannt. Ist die Trägheitsgruppe nicht-trivial, so gibt es mehrere, solche Urbilder. Beschränkt man aber ein {\displaystyle \phi _{\mathfrak {P}}} auf den Fixmodul {\displaystyle V^{I_{\mathfrak {P}}}:=\{v\in V\mid \forall \sigma \in I_{\mathfrak {P}}:\,\rho (\sigma )(v)=v\}}, einen Untervektorraum von {\displaystyle V}, so entsteht unabhängig von der Wahl von {\displaystyle \phi _{\mathfrak {P}}} ein wohldefinierter Automorphismus {\displaystyle \phi _{\mathfrak {P}}:V^{I_{\mathfrak {P}}}\rightarrow V^{I_{\mathfrak {P}}}}. Es bezeichne {\displaystyle d_{\mathfrak {P}}:=\operatorname {dim} V^{I_{\mathfrak {P}}}} die Dimension des Untervektorraums {\displaystyle V^{I_{\mathfrak {P}}}} und {\displaystyle E_{\mathfrak {P}}} die {\displaystyle d_{\mathfrak {P}}}-dimensionale Einheitsmatrix.
Die Artinsche L-Reihe zur Darstellung {\displaystyle (\rho ,V)} der Galoisgruppe {\displaystyle G=G(E/K)} ist nun definiert durch
{\displaystyle L(\rho ,s):=\prod _{0\neq {\mathfrak {p}}\subset {\mathcal {O}}_{K}}\operatorname {det} (1-\phi _{\mathfrak {P}}q_{\mathfrak {p}}^{-s};V^{I_{\mathfrak {P}}})^{-1}:=\prod _{0\neq {\mathfrak {p}}\subset {\mathcal {O}}_{K}}{\big (}\operatorname {det} (E_{\mathfrak {P}}-\phi _{\mathfrak {P}}X)|_{X=q_{\mathfrak {p}}^{-s}}{\big )}^{-1},}
in der das Produkt alle von Null verschiedenen Primideale des Ganzheitsrings von {\displaystyle K} durchläuft. Das erste Produkt ist die Kurzschreibweise dieser Definition, welche durch das zweite Produkt erläutert werden soll: Der Ausdruck {\displaystyle \operatorname {det} (E_{\mathfrak {P}}-\phi _{\mathfrak {P}}X)} liefert ein Polynom vom Grad {\displaystyle d_{\mathfrak {P}}} in {\displaystyle \mathbb {C} [X]}. Im Vergleich zum charakteristischen Polynom {\displaystyle \operatorname {det} (XE_{\mathfrak {P}}-\phi _{\mathfrak {P}})} von {\displaystyle \phi _{\mathfrak {P}}} ist in diesem Polynom die Reihenfolge der Koeffizienten umgekehrt. Die Schreibweise {\displaystyle |_{X=q_{\mathfrak {p}}^{-s}}} bedeutet, dass {\displaystyle q_{\mathfrak {p}}^{-s}} an die Stelle von {\displaystyle X} in das Polynom {\displaystyle \operatorname {det} (E_{\mathfrak {P}}-\phi _{\mathfrak {P}}X)} eingesetzt werden soll. Die einzelnen Euler-Faktoren {\displaystyle (\operatorname {det} (E_{\mathfrak {P}}-\phi _{\mathfrak {P}}X)|_{X=q_{\mathfrak {p}}^{-s}}{\big )}^{-1}} hängen nicht von der Wahl des über {\displaystyle {\mathfrak {p}}} gelegenen Primideals {\displaystyle {\mathfrak {P}}} ab, da eine andere Wahl lediglich zu einem bzgl. {\displaystyle G} konjugierten Frobeniusautomorphismus führt, welcher das Polynom {\displaystyle \operatorname {det} (E_{\mathfrak {P}}-\phi _{\mathfrak {P}}X)} nicht ändert. Artinsche L-Reihen sind somit wohldefiniert. Sie konvergieren in der Halbebene {\displaystyle \Re (s)>1} absolut und für jedes {\displaystyle \delta >0} gleichmäßig in {\displaystyle \Re (s)\geq 1+\delta }. Sie stellen dort also analytische (holomorphe) Funktionen dar.
Der Charakter einer Darstellung {\displaystyle \rho :G\mapsto GL(V)} der Galoisgruppe {\displaystyle G} wird definiert als die Funktion
{\displaystyle \chi :=\chi _{\rho }:G\longrightarrow \mathbb {C} ,\sigma \longmapsto \operatorname {Spur} \rho (\sigma ).}
Zwei Darstellungen {\displaystyle (\rho ,V)} und {\displaystyle (\rho ',V')} der Galoisgruppe {\displaystyle G} heißen äquivalent, wenn die {\displaystyle G}-Moduln {\displaystyle V} und {\displaystyle V'}, also die abelschen Gruppen {\displaystyle V} und {\displaystyle V'}, auf denen die {\displaystyle G} als Automorphismengruppe operiert, isomorph sind. Dies ist genau dann der Fall, wenn ihre Charaktere {\displaystyle \chi _{\rho }} und {\displaystyle \chi _{\rho '}} gleich sind. Deshalb bezeichnet man die Artinsche L-Reihe {\displaystyle L(\rho ,s)} in der Regel mit {\displaystyle L(\chi ,s)}. Entsprechend ihrer Definition durchläuft sie nur die endlichen Stellen von {\displaystyle K}, nämlich die von Null verschiedenen Primideale von {\displaystyle {\mathcal {O}}_{K}}. Es fehlt noch der Gamma-Faktor an den unendlichen Stellen:
{\displaystyle \gamma (\chi ,s):=\prod _{{\mathfrak {p}}|\infty }L_{\mathfrak {p}}(\chi ,s),}
wobei
{\displaystyle L_{\mathfrak {p}}(\chi ,s)={\begin{cases}\Gamma _{\mathbb {R} }(s)^{\operatorname {dim} V^{G_{\mathfrak {P}}}}\cdot \Gamma _{\mathbb {R} }(s+1)^{\operatorname {dim} V/V^{G_{\mathfrak {P}}}}&{\text{falls}}\;{\mathfrak {p}}\;{\text{reell}}\\\Gamma _{\mathbb {C} }(s)^{\operatorname {dim} V}&{\text{falls}}\;{\mathfrak {p}}\;{\text{komplex}}\end{cases}}}
mit {\displaystyle \Gamma _{\mathbb {R} }(z):=\pi ^{-z/2}\Gamma (z/2)} und {\displaystyle \Gamma _{\mathbb {C} }(z):=2\cdot (2\pi )^{-z}\Gamma (z)} sowie {\displaystyle G_{\mathfrak {P}}} als der Zerlegungsgruppe einer über {\displaystyle {\mathfrak {p}}} gelegenen Stelle {\displaystyle {\mathfrak {P}}}. Sind {\displaystyle {\mathfrak {p}}} und {\displaystyle {\mathfrak {P}}} reell, so besteht {\displaystyle G_{\mathfrak {P}}} nur aus der Identität und ist somit einelementig. Ist {\displaystyle {\mathfrak {p}}} reell, aber {\displaystyle {\mathfrak {P}}} komplex, so besitzt {\displaystyle G_{\mathfrak {P}}} zwei Elemente: die Identität und das eindeutige Element in {\displaystyle G}, welches die beiden komplexen Einbettungen von {\displaystyle E} in {\displaystyle \mathbb {C} }, die zu {\displaystyle {\mathfrak {P}}} gehören, vertauscht.
Der Artin-Führer {\displaystyle {\mathfrak {f}}(\chi )} eines Charakters {\displaystyle \chi } einer Darstellung {\displaystyle \rho } von {\displaystyle G} ist ein Ideal von {\displaystyle K}, welches die Verzweigung von {\displaystyle \rho } misst. Mit seiner Hilfe lässt sich nun die vervollständigte Artinsche L-Funktion definieren durch
{\displaystyle \Lambda (\chi ,s):=q(\chi )^{s/2}\cdot \gamma (\chi ,s)\cdot L(\chi ,s)=(|d_{K}|^{\operatorname {dim} V}{\mathcal {N}}{\mathfrak {f}}(\chi ))^{s/2}\prod _{{\mathfrak {p}}\mid \infty }L_{\mathfrak {p}}(\chi ,s)\cdot \prod _{{\mathfrak {p}}\not \mid \infty }(\operatorname {det} (1-\phi _{\mathfrak {P}}q_{\mathfrak {p}}^{-s};V^{I_{\mathfrak {P}}})^{-1}.}
Dabei ist {\displaystyle q(\chi ):=|d_{K}|^{\operatorname {dim} V}{\mathcal {N}}{\mathfrak {f}}(\chi )} der Führer der L-Funktion {\displaystyle \Lambda (\chi ,s)} , welcher eine Potenz des Betrags der Diskriminante {\displaystyle d_{K}} von {\displaystyle K} und die Norm des Artin-Führers von {\displaystyle \rho } enthält. Diese Definition der vervollständigten Artinschen L-Funktion ist zunächst nur in der Halbebene {\displaystyle \Re (s)>1} gültig. {\displaystyle \Lambda (\chi ,s)} kann aber meromorph auf die ganze komplexe Zahlenebene fortgesetzt werden. Bezeichnet man auch diese fortgesetzte L-Funktion mit {\displaystyle \Lambda }, so erfüllt sie die Funktionalgleichung
{\displaystyle \Lambda (\chi ,1-s)=\epsilon (\chi )\Lambda ({\overline {\chi }},s)}
mit einer komplexen Konstanten {\displaystyle \epsilon (\chi )}, welche den Absolutbetrag 1 besitzt und die Artinsche Wurzelzahl von {\displaystyle \Lambda (\chi ,s)} genannt wird. Der Grad von {\displaystyle \Lambda } ist {\displaystyle \operatorname {dim} V} über {\displaystyle K} bzw. {\displaystyle \operatorname {dim} V\cdot [K:\mathbb {Q} ]} über {\displaystyle \mathbb {Q} }.
Die bislang unbewiesene Artin-Vermutung besagt, jede Artinsche L-Funktion lasse sich analytisch (holomorph) von der Halbebene {\displaystyle \Re (s)>1} auf {\displaystyle \mathbb {C} } fortsetzen, sofern der Charakter {\displaystyle \chi } von {\displaystyle \rho } bei der Zerlegung in Charaktere zu irreduziblen Darstellungen von {\displaystyle \rho } keinen trivialen Charakter enthält. Diese Vermutung gilt z. B. für eindimensionale Darstellungen, ist aber im allgemeinen Fall unbewiesen. Die Existenz von Artinschen L-Funktionen, die im kritischen Streifen {\displaystyle 0<\Re (s)<1} Polstellen besitzen, kann also bisher nicht ausgeschlossen werden.
Artinsche L-Funktionen lassen sich nicht nur im Bezug auf Darstellungen von endlichen Galoiserweiterungen algebraischer Zahlkörper definieren. Allgemeiner kann man globale Körper zu Grunde legen, zu denen die algebraischen Zahlkörper gehören. Neben den Fall „{\displaystyle K=\;}algebraischer Zahlkörper“ tritt dann auch der Fall „{\displaystyle K=\mathbb {F} _{p}(T)=\;}Funktionenkörper einer Variablen über einem endlichen Körper mit {\displaystyle p\in \mathbb {P} } vielen Elementen.“

## Vermutete Eigenschaften
Man kann aus bekannten Beispielen ablesen, welche Eigenschaften eine Theorie der L-Funktionen haben sollte, und zwar sollte sie
1. die Position der Null- und Polstellen ergeben,
2. Funktionalgleichungen bezüglich der Vertikallinien Re (s) = constant liefern,
3. spezielle und interessante Werte für ganzzahlige Argumente ergeben.

Detailuntersuchungen haben eine große Zahl plausibler Vermutungen erzeugt, zum Beispiel über den genauen Typ der gerade angegebenen Funktionalgleichungen. Da die Riemannsche ζ-Funktion durch ihre Werte bei geradzahligen positiven ganzen Zahlen (und negativen ungeradzahligen Werten) mit den Bernoullischen Zahlen zusammenhängt, liegt es nahe, nach einer Verallgemeinerung der Bernoullischen Zahlen in der angegebenen Theorie zu suchen. Man verwendet dazu die Körper der p-adischen Zahlen, wodurch gewisse Galois-Moduln beschrieben werden.
Die statistischen Eigenschaften der Nullstellenverteilung der L-Funktionen sind unter anderen deshalb von Interesse, weil sie mit allgemeinen Problemen zusammenhängt, zum Beispiel mit einer Hypothese über die Primzahlverteilung und mit anderen sogenannten verallgemeinerten Riemannschen Hypothesen. Der Zusammenhang mit den Theorien der Zufallsmatrizen und des sogenannten Quantenchaos ist ebenfalls von Interesse. Die fraktale Struktur der Verteilungen wurde ebenfalls mit sogenannten Skalenanalysen untersucht. Die Selbstähnlichkeit der Nullstellenverteilung ist sehr bemerkenswert und wird durch einen großen Wert der fraktalen Dimension, ~ 1.9, charakterisiert. Dieser sehr hohe Wert gilt für mehr als 15 Größenordnungen der Nullstellenverteilung der Riemannschen ζ-Funktion und auch für die Nullstellen anderer L-Funktionen.
Atle Selberg fasste 1991 die vermuteten oder bewiesenen Eigenschaften vieler Zeta- und L-Funktionen in seiner axiomatischen Definition der Selberg-Klasse zusammen. Die vier Axiome sind Analytizität, Eulerprodukt, Ramanujan-Vermutung, Funktionalgleichung. Selberg stellte dann weitere Vermutungen über die Selberg-Klasse auf.